# Dějiny opery
Dějiny opery začínají na území dnešní Itálie, ve Florencii, na přelomu 16. a 17. století pokusy o oživení antických divadelních námětů v souladu s tehdejšími novými hudebními tendencemi. Nejstarším, dnes ztraceným, dílem považovaným za operu, je Dafne skladatele Jacopa Periho, která byla uvedena ve Florencii kolem roku 1597; samotný název „opera“ (množné číslo italského slova „opus“ – dílo) byl poprvé použit v souvislosti s uvedením díla Francesca Cavalliho Le nozze di Teti e di Peleo v roce 1639 v Benátkách. V 17. století se rozšířila po všech hlavních zemích Západu: Heinrich Schütz v Německu, Jean-Baptiste Lully ve Francii a Henry Purcell v Anglii tehdy založili domácí operní tradice. Přes silnou, zejména francouzskou operní školu, však až dlouho do 18. století zůstávala vedoucí zemí opery Itálie. Koncem 18. století se začal prosazovat vliv německy hovořících skladatelů: na Gluckovu reformu italské „opera seria“ z 60. let navázal Wolfgang Amadeus Mozart, nejslavnější operní skladatel té doby. Napsal přes 200 skladeb.
V opeře první třetiny 19. století vyvrcholil operní styl bel canto, reprezentovaný autory jako Gioacchino Rossini, Gaetano Donizetti a Vincenzo Bellini, a zároveň vznikla tradice „velké opery“ (grand opera), spojené se jménem Giacomo Meyerbeera. Následující „zlatý věk“ opery kolem poloviny 19. století, kdy působili Richard Wagner a Giuseppe Verdi, přinesl rovněž vznik dalších národních operních tradic mimo klasické země opery; českou operu tehdy ustanovil především Bedřich Smetana. Konec 19. století a začátek 20. století poznamenal vliv italského verismu a rozvoj nových harmonických postupů, iniciovaných Wagnerem. K významným operním skladatelům patřili Giacomo Puccini, Richard Strauss a Leoš Janáček. 20. století přineslo mnoho nových stylů a experimentů i v oblasti opery, například atonalitu a seriální hudbu (Arnold Schönberg a Alban Berg), neoklasicismus (Igor Stravinskij) či později minimalismus (Philip Glass a John Adams).

## Předchůdci opery

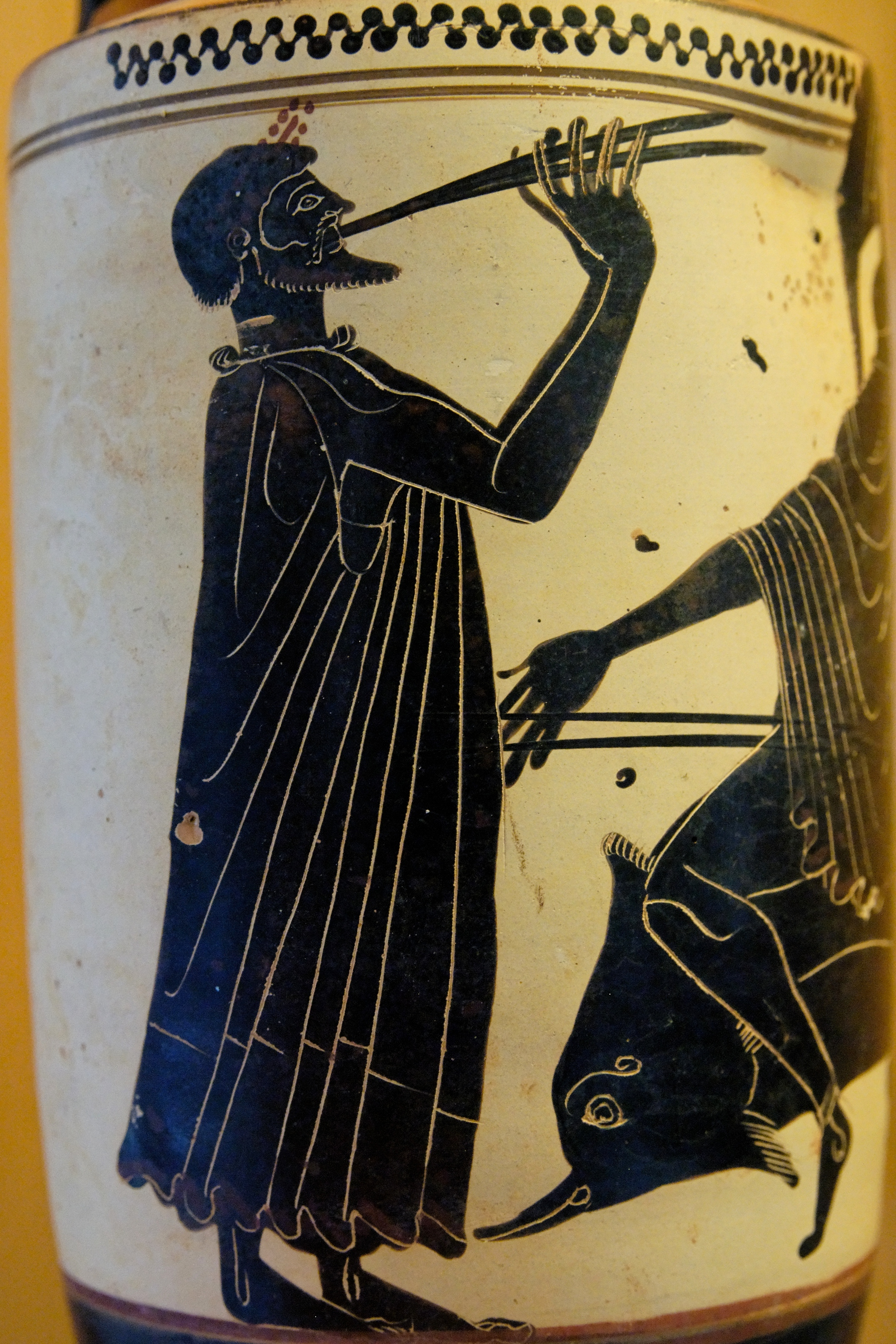
Hráč na aulos, nástroj používaný k doprovodu při antickém dramatu. Vyobrazení na váze vzniklé kolem 480 př. n. l.

V evropské historii je prvním žánrem hudebního divadla antické řecké divadlo. Hudba v něm měla značné místo, zejména v podobě sboru, jehož zásahy (spolu s tancem) jednak členily dramatický děj a jednak jej komentovaly. Zpěv byl jednohlasý s doprovodem dvou nástrojů, drnkací kithary a dechového aulu v unisonu. Přestože skutečná podoba řecké dramatické hudby je známa jen částečně a až na základě moderních rekonstrukcí, odkazovali se na ideál řeckého dramatu jak renesanční tvůrci prvních oper na sklonku 16. století, tak například Richard Wagner ve svých myšlenkách o reformě opery v polovině 19. století.
Římské divadlo převzalo hudební složku řeckého dramatu jen v menší míře a koncem antiky zprávy o divadle mizí. Teprve od 10. století lze sledovat zrod liturgického dramatu v latině, na posvátná témata, zejména scény ze života Ježíše Krista, Panny Marie a svatých. Jejich podstatnou složkou byl gregoriánský zpěv. Od 13. století se hrály i mimo kostely a objevují se v nich světské dějové prvky i lidové melodie (v českém prostředí například mezihra Mastičkář). Ojediněle se vyskytují i hry se světskými náměty, známá je Hra o Robinovi a Marion (Le jeu de Robin et de Marion) trubadúra Adama de la Halle hraná v Neapoli roku 1283 nebo 1284.
Zejména ve Francii a Itálii se vedle liturgického dramatu objevují mystéria, jež provozovala laická náboženská bratrstva. Z liturgických děl, do nichž se zapojovali sami věřící, v Itálii vznikl v 16. století komornější scénický útvar zvaný rappresentazione sacra. Je bezprostředním předchůdcem opery i oratoria. Nejvýznamnějším představitelem tohoto raného žánru je dílo autora z okruhu florentské cameraty Emilia de' Cavalieri Představení o duši a těle (Rappresentazione di anima e di corpo, Santa Maria della Valicella v Římě, 1600). Jde o rozsáhlé dílo ve třech jednáních se třemi scénami a 91 hudebními čísly zkomponovanými v recitativním stylu rané opery.
Pod vlivem posvátných her se ve školních institucích od 14. století vyvíjelo školské drama a moralita, na latinské posvátné a později i světské texty, které bylo na církevních školách pěstováno až do 19. století. Hudba a zpěv v něm hrály značnou úlohu a po vzniku opery a oratoria se tyto žánry vzájemně obohacovaly. Školské hry měly zvláštní význam pro šíření opery i mimo velká města a dvory vysoké šlechty.

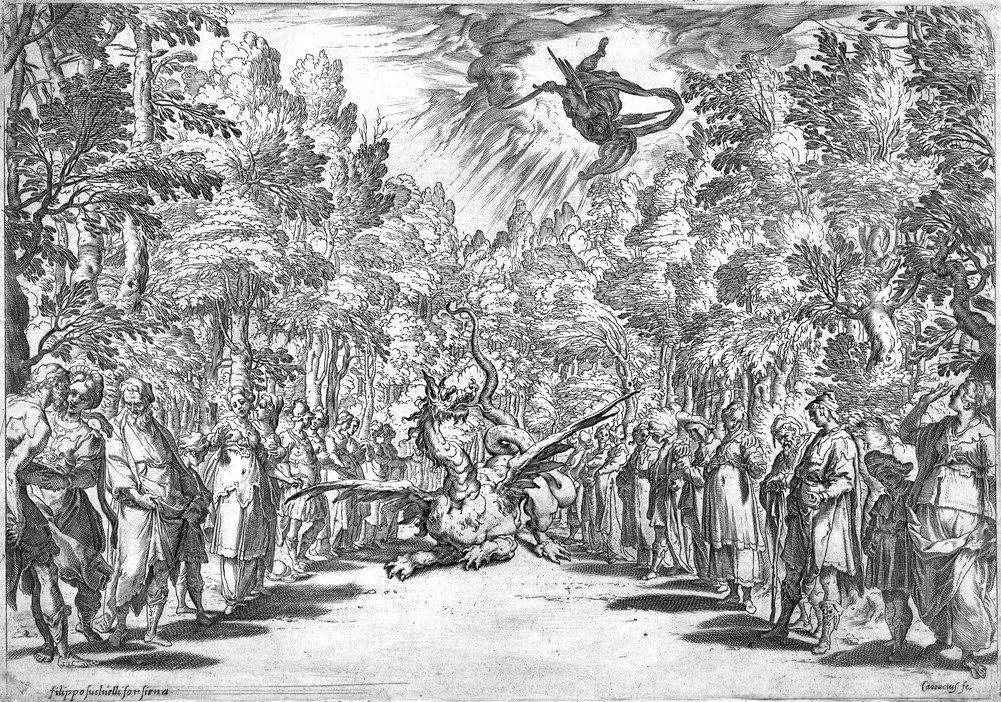
Scénická dekorace Bernarda Buontalentiho k jednomu z intermedií hraných k medicejské svatbě roku 1589 na libreto Ottavia Rinucciniho.

Z drobných zábavných meziher vkládaných do posvátných her se v Itálii v 15. století vyvinul útvar zvaný intermedium, který se v 16. století rozšířil na šlechtických dvorech i mimo původní kontext jako součást různých slavností. Tyto hry měly zpravidla alegorickou náplň a málo děje, zato ohromovaly výpravou a využitím divadelních strojů. Doprovázel je zpravidla orchestr, i bohatě obsazený, a obsahovaly tanec a často i homofonní či polyfonní (madrigalová) zpěvní čísla; netvořily však dramaticky souvislý děj.
Žánrem divadla oblíbeným mezi aristokracií byla pastorále, hry z mytologicko-pastýřského prostředí, provázené často hudbou a tanci; první opery měly právě pastorální náměty. Dvě pastorální komedie s áriemi, ale bez recitativů napsal roku 1590 Emilio de' Cavalieri: Il satiro a La disperazione di Fileno. Význam Cavalieriho díla pro vznik nového žánru vyzdvihl v předmluvě k Eurydice sám autor první opery Jacopo Peri, když napsal, že „Signor Emilio del Cavaliere dříve než kdokoli jiný, koho znám, nám se znamenitou nápaditostí umožnil slyšet náš druh hudby na jevišti.“
Jedním z bezprostředních předchůdců a současníků rané opery byla madrigalová komedie. Měla souvislost s aristokratickým pastorále i lidovou commedií dell'arte. Prvním příkladem cyklu madrigalů tvořících ucelený děj je Klábosení žen u studny (Il cicalamento delle donne al bucato) italského skladatele Alessandra Striggia z roku 1567, ačkoli údaj o jeho případném scénickém provedení chybí. Nejznámějším dílem tohoto druhu je „harmonická komedie“ Orazia Vecchiho Amfiparnasso (Modena 1594). Podle sporých zpráv o jevištním provedení se zdá, že děj vyjadřovali herci pantomimicky, zatímco za scénou byl přítomen sbor zpěváků, kteří v typickém madrigalovém polyfonním vícehlasu příběh představovali i komentovali.
Další hudebně dramatické tradice nejsou přímými předchůdci opery, ale často ji podstatně ovlivnily v jejím pozdějším vývoji, ať se jedná o „vysoké“ dvorské žánry jako francouzská comédie-ballet nebo anglická masque, nebo o lidové náboženské (např. pašijové hry) nebo zábavné divadlo jednotlivých evropských zemí. Moderní operu navíc ovlivňují i tradice hudebního divadla neevropských národů: např. bohaté tradice čínské opery se kombinují s tradicí evropské opery v dílech skladatelů západních (John Adams: Nixon v Číně, Judith Weirová: Noc v čínské opeře) i východních (Tan Dun).

## Opera v 16. století

### První opery

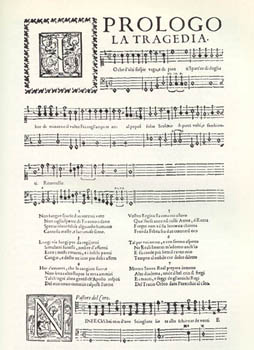
Začátek první dochované opery, Periho Eurydiky

Opera v moderním smyslu se zrodila ve společnosti intelektuálů zvané florentská camerata, která se v poslední čtvrtině 16. století scházela ve Florencii nejprve pod patronací hraběte Giovanniho Bardiho a po jeho odchodu do Říma roku 1592 pod záštitou hraběte Jacopa Corsiho. Zpěvák a skladatel Vincenzo Galilei pod vlivem svého učitele Girolama Meiho napsal dílo Dialogo della musica antica e moderna (1581), v němž účinnost antického dramatu (u nějž předpokládal plné zhudebnění) přičítal jednohlasému zpěvu i doprovodu. Skladatelé z okruhu cameraty Jacopo Peri a Giulio Caccini a básník Ottavio Rinuccini poté prakticky ve svých dílech i teoreticky rozvinuli tyto zásady na podkladě idey obrození antického dramatu. Vytýkali polyfonickému zpěvu nesrozumitelnost slov (laceramente della poesia, roztrhání poezie) a neschopnost vyjádřit bezprostřední emoce. V novém dramatickém žánru by měl být veškerý text zpíván sólisty nebo sborem monodicky, ačkoli případně vícehlasně, za doprovodu malého souboru tišších nástrojů harmonicky doprovázejících zpívané slovo. Hudba měla přesně vyjadřovat text a jeho citový význam beze všech pěveckých ozdob. Emilio de' Cavalieri vyjádřil ideál interpretace rané opery slovy „recitar cantando“, přednášet zpívaje.

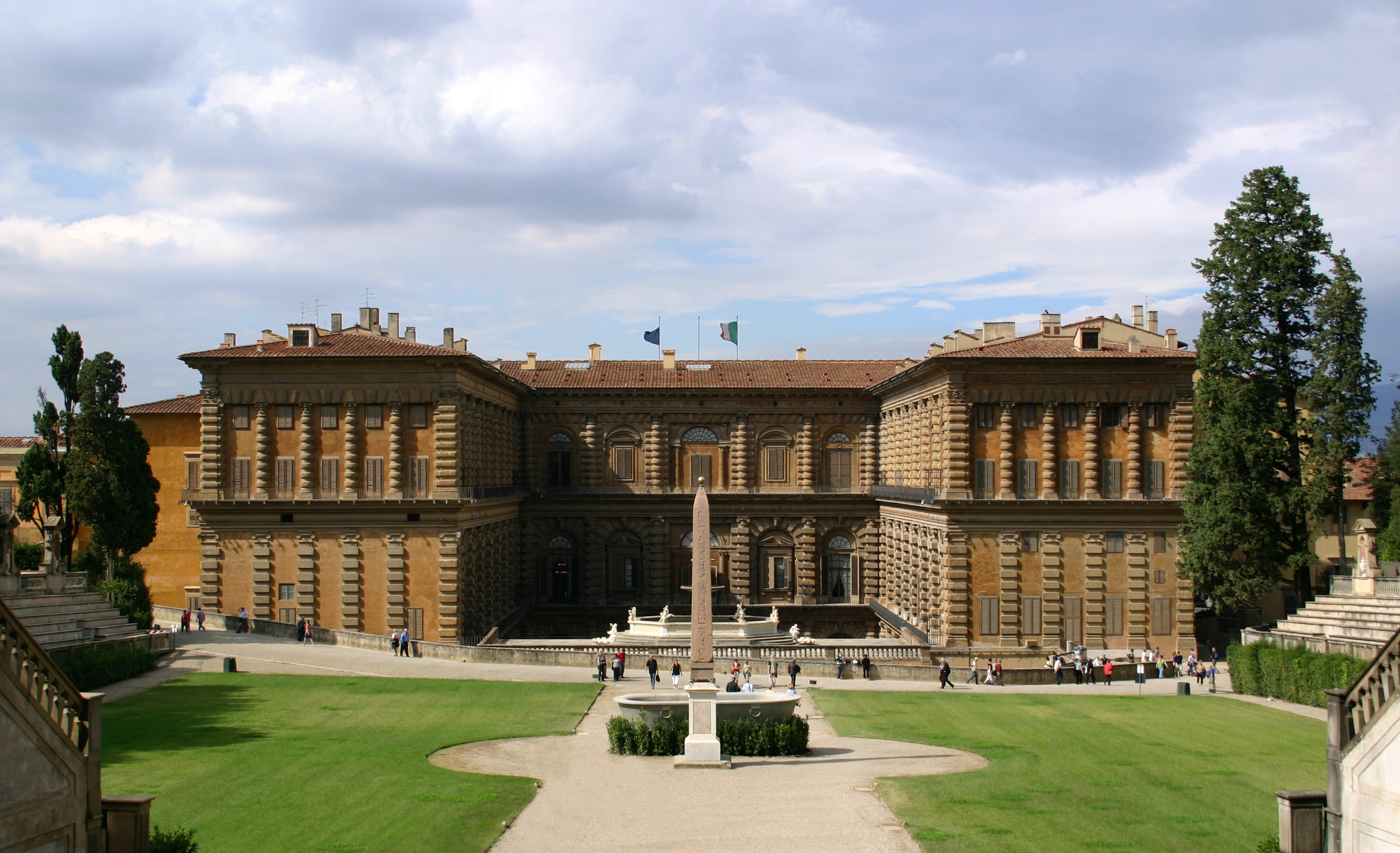
Zahradní fasáda florentského palazzo Pitti, ve kterém měla premiéru řada prvních oper.

První dílo obecně považované za operu byla La Dafne Jacopa Periho na libreto Ottavia Rinucciniho. Hrála se ve florentském palazzo Corsi o karnevalu 1597–1598 se značným úspěchem znovu byla hrána v letech 1599, 1600 a 1605. Libreto bylo vytištěno, z hudby se však zachovalo jen šest fragmentů v recitativním stylu. První operou, jejíž hudba se zachovala, je rovněž Periho Eurydika (Euridice), tragédie o pěti scénách opět na Rinucciniho libreto. Hrála se poprvé ve florentském palazzo Pitti 6. října 1600 při příležitosti sňatku Marie Medicejské a Jindřicha IV. Peri sám zpíval roli Orfea a hrabě Corsi hrál na cembalo, výpravu a choreografii zajišťoval de' Cavalieri. Některým účinkujícím, kteří byli žáky Giulia Cacciniho, zakázal Caccini zpívat Periho hudbu a nahradil ji vlastní. Periho Euridice je zároveň první operou, o níž je doloženo, že se při ní diváci nudili k smrti. Peri složil několik dalších oper, z nichž žádná se v úplnosti nedochovala. Jeho rival Caccini složil vlastní Euridice na stejné libreto; jeho opera byla poprvé provozována roku 1602, již o rok dříve však byla vydána její partitura. Obě Eurydiky jsou složené v podobném recitativním stylu, kde Peri inklinuje k větší dramatičnosti a Caccini k větší zpěvnosti.

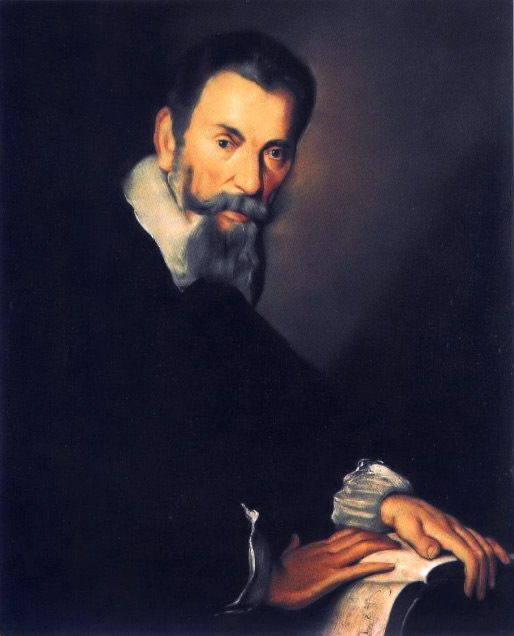
Claudio Monteverdi (kopie obrazu Bernarda Strozziho)

Opera se brzy z Florencie rozšířila do blízkých měst (Turín, Padova, Vicenza, Bologna). Zvláštním centrem se v prvním desetiletí 17. století stal vévodský dvůr v Mantově. Zde působil Marco da Gagliano, jenž napsal na stejné Rinucciniho libreto jako Peri operu Dafné (1608), a zejména první významný operní skladatel Claudio Monteverdi. Ten zde o karnevalu roku 1607 provedl operu Orfeus (L'Orfeo / Favola d'Orfeo) a v následujícím roce operu Ariadna (Arianna), z níž se zachoval jen známý Nářek Ariadny. Monteverdio Orfeus je prvním účinným hudebním dramatem. Dynamické proměny duševního stavu postav jsou vyjadřovány disonancí, skladba je na rozdíl od florentských oper psána pro dosti rozsáhlý orchestr, jež umožňuje barvitou a členitou instrumentaci; partitura obsahuje 26 ryze orchestrálních čísel. Orfeus je první zachovaná opera, která má předehru. Stejně jako da Gagliano již Monteverdi rozlišuje mezi recitativem a árií, někdy strofickou.
Dalším centrem rané opery byl Řím. Papežské město mělo řadu specifik, které nadlouho ovlivnily zdejší operní provoz. Žila zde řada bohatých mecenášů opera jako rody Barberini a Borghese, stejně jako řada umělců. V římských chrámech byly početné sbory a zvýšená účast sborů zůstávala charakteristikou římské opery i po polovině 17. století, kdy jinak sborový zpěv z oper vymizel. Kromě toho zde platil zákaz vystupování žen na veřejném jevišti, jejichž úlohy přebírali kastráti; právě odtud se rozšířil kult kastrátů významný pro barokní italskou operu. Většina raných římských oper má stejně jako v případě florentské a mantovské školy pastorální náměty (Agostino Agazzari: Eumelio, 1606; Domenico Mazzocchi: Lesní báje / La favola boschereccia, 1626; Stefano Landi: Smrt Orfeova / La morte d'Orfeo, 1619; Luigi Rossi: Orfeus / Orfeo, 1647). Landiho Smrt Orfeova je první známou operou, ke které si libreto napsal sám skladatel. Římská opera však přinesla značné námětové rozšíření, spojené zejména se jménem libretisty kardinála Giulia Rospigliosiho. Na jedné straně vznikají opery s duchovním námětem, z nichž nejvýznamnější je Landiho Svatý Alexius (Sant' Alessio, 1632); na druhé straně do opery vniká komický element, poprvé již v postavě Charóna ve Smrti Orfeově. Na Rospigliosova libreta vznikly první komické opery: Kdož trpí, doufej (Chi soffre, speri, 1639) skladatelů Virgilia Mazzocchiho a Marca Marazzoliho a Zlé se v dobré obrátí (Dal male il bene, 1654) Antonia Marii Abbatiniho. V římské opeře je také poprvé patrný obrat od recitativního ideálu florentské cameraty k opeře založené na áriích, kterou teoreticky odůvodňoval D. Mazzocchi.

### Benátská opera

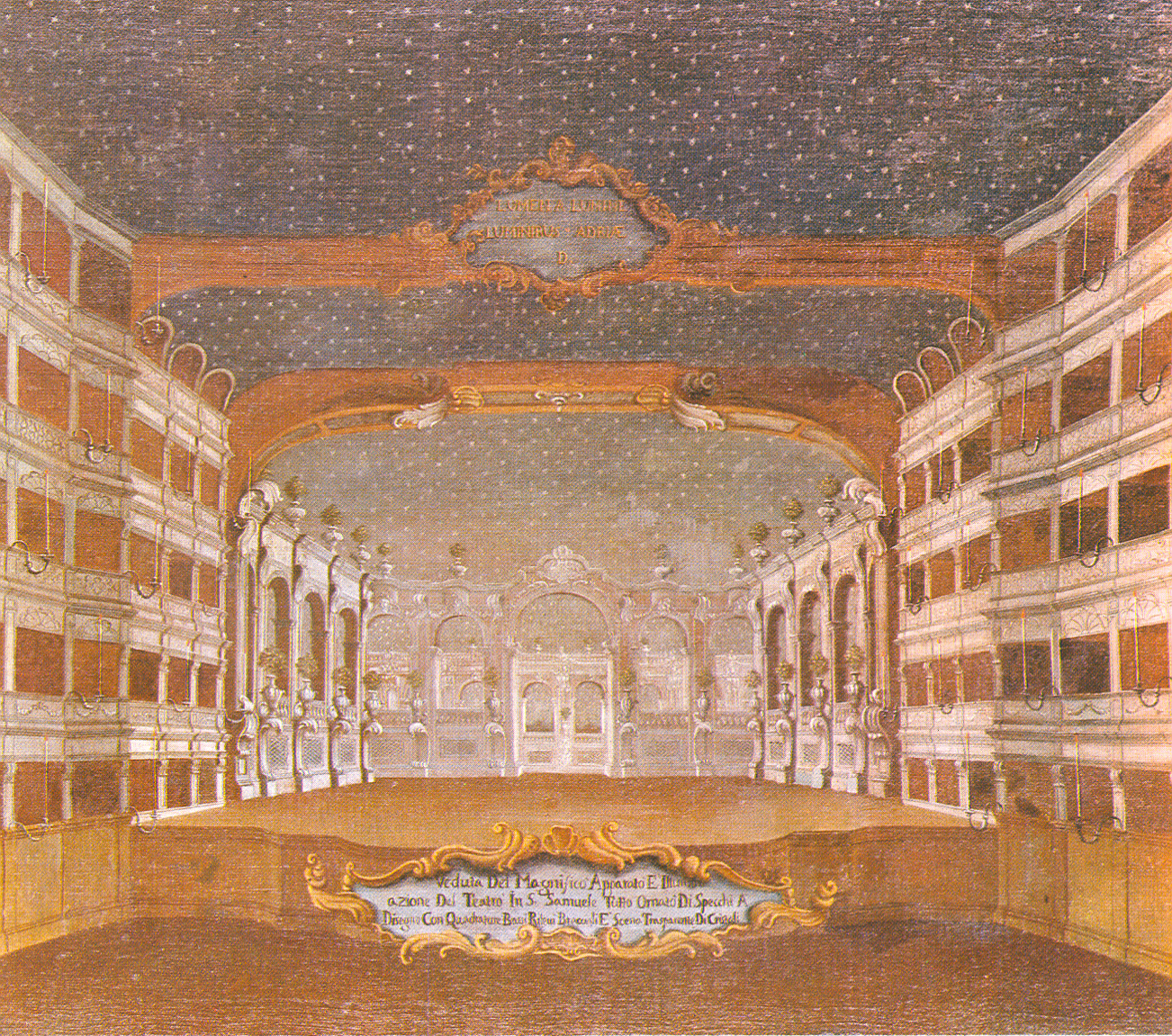
Benátské Teatro San Samuele, postavené roku 1656. Kresba Gabriela Belly.

Okolo poloviny 17. století byly hlavním centrem opery Benátky. Roku 1637 zde bylo otevřeno první veřejné operní divadlo, Teatro San Cassiano, a k němu brzo přibyla další divadla. Do konce století bylo v Benátkách uvedeno více než 350 operních titulů. V Benátkách je tak možné pozorovat začátky profesionálního operního provozu a vznik řady jeho zásad a konvencí. 
Divadla měla podkovovitou podobu s několika řadami lóží, jež byly pronajímány pravidla na celou sezónu, popřípadě i trvale. Jejich ceny se lišily podle umístění; v případě dvorních divadel jim dominovala střední panovnická lóže. Nejsvrchnější řady byly nejlevnější a byly otevřeny běžnému obecenstvu. Parter byl zprvu využíván pro části představení (tance, bitvy…), později však byl rovněž pronajímán a případně vybaven dřevěnými lavicemi. Orchestr, který byl v rané opeře umístěn za scénou, se přestěhoval mezi jeviště a parter; postupně byl zahlubován a vzniklo tak orchestřiště. Tento základní model uspořádání divadla se prosadil jako výlučný s drobnými změnami (počátkem 19. století se svrchní řady lóží otevřely na galerie a parter začal být vybavován trvalejšími a pohodlnějšími sedadly) až do konce 19. století; od té doby mu konkuruje model amfiteátru prosazovaný zejména Richardem Wagnerem.
Divadla hrála operu zprvu jen v karnevalové sezóně (stagione), k níž později přistoupila sezóna velikonoční čili jarní a sezóna podzimní. Mezi nimi byly letní divadelní prázdniny a období adventu a velikonočního půstu, kdy bylo předvádění oper církevně zakázáno (náhradou se v této době hojně prováděla oratoria). Provoz divadel zajišťovaly operní společnosti, které byly najímány zpravidla na jednotlivé sezóny.

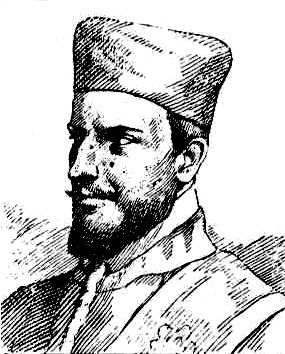
Nejvýznamnější představitel benátské opery Francesco Cavalli (1602–1676).

Benátská opera ve svém vývoji reaguje na vkus publika. Orchestr se zmenšuje, zejména jeho část, která obstarává tzv. basso continuo. Plnou partituru má pouze kapelník (maestro di cappella), kterým je zpravidla sám skladatel. V orchestru se nacházejí naproti sobě zpravidla dvě cembala: u prvního sedí kapelník, vede od něj orchestr a doprovází árie, druhé cembalo doprovází ansámbly a recitativy. Sbor kolem roku 1645 zcela mizí, naopak na významu nabývá balet. Ten však vystupuje nikoli přímo v rámci operního děje, ale v baletních vložkách, které zpravidla komponoval jiný skladatel než samotnou operu. Hlavním hrdinou opery se stává sólový zpěvák, v benátské opeře začíná kult primadon a kastrátů. V partiturách je kladen důraz na zpěvní melodii s poměrně jednoduchým orchestrálním doprovodem. Významnou úlohu má výprava, časté a neočekávané změny kulis a jiné scénické efekty. K mytologickým látkám typickým pro ranou operu přistupují náměty z antické historie i z populárních literárních děl jako Ariostův Zuřivý Roland a Tasův Osvobozený Jeruzalém, děj je zpravidla vážný, ale provázený komickými postavami a epizodami. Nejvýznamnějším libretistou benátské opery je Giovanni Francesco Busenello.
Významným příspěvkem k benátské opeře byla pozdní díla Claudia Monteverdiho, Odysseův návrat (Il ritorno d'Ulisse in patria, 1641) a Korunovace Poppey (L'incoronazione di Poppea, 1642). Řadu dřívějších i pozdějších děl převyšují v dramatickém vyjádření lyrických, epických i humorných scén i v ostré psychologické charakterizaci hlavních i epizodních postav. Monteverdiho nejznámějším žákem byl Francesco Cavalli, autor 40 oper pro benátská jeviště, z nichž větší část se dochovala. Svatba Thetidina a Péleova (1639) je prvním dílem označeným jako „opera“, následovala řada dalších (Dido / La Didone, 1641; Aigisthos / Egisto, 1643; Ormindo, 1644; Iáson / Giasone, 1949; Kallistó / La Callisto, 1651; (L')Eritrea, 1652; (L')Artemisia, 1657; Zamilovaný Herkules / Ercole amante, 1662; Heliogabalus / Eliogabalo, 1668). Cavalliho díla nemají takovou psychologickou hloubku jako Monteverdiho, prokazují však neomylný smysl pro dramatické situace a obsahují melodické árie i řadu instrumentálních inovací, například zárodky doprovázeného recitativu. Pozdní benátskou operu reprezentují Giovanni Legrenzi (Totila, 1677; Justinus / Il Giustino, 1683), Tomaso Albinoni (55 oper, mj. Přemysl, první král český / Primislao, primo Re di Bohemia, 1697) nebo Alessandro Stradella (Il trespolo tutore / Zchátralý poručník, 1677; Floridoro, 1678; Síla lásky otcovské / La forza dell'amor paterno, 1678).
Benátská opera se rychle šířila do dalších evropských zemí. V samotné Itálii však koncem 17. století začala přebírat úlohu hudebního centra Neapol. Tamější skladatel Francesco Provenzale ve svých operách (Mstitelka Stelidaura / La Stellidaura vendicata, 1678) vychází z benátské školy, ale v důrazu na zpěvnost pěveckých partů už předjímá neapolskou školu, za jejíhož zakladatele je považován Alessandro Scarlatti.

## Opera v 17. století
Úzké politické styky mezi habsburskými zeměmi a Itálií vedly k rychlému šíření italské opery do jihoněmecké oblasti již v rané fázi, kolem roku 1620. Rozvoj hudby na císařském dvoře je spojen zejména s hudbymilovným císařem Leopoldem I., který bezprostředně po svém nástupu povolal jako operního intendanta skladatele Antonia Draghiho. Ten byl autorem až 172 operních děl, často burleskní a satirické povahy (Abdéřané / I Abderiti, 1675).  Uváděl však i opery významnějších skladatelů, zejména Pietra Antonia Cestiho, jehož opera Zlaté jablko (Il pomo d'oro, 1668) byla nehonosnější dvorskou operou celé epochy. V Mnichově, Hannoveru a Düsseldorfu působil diplomat a biskup Agostino Steffani, s oblibou komponující na náměty z historie Říma i Německa: Servius Tullius (Servio Tullio, 1686), Jindřich Lev (Enrico Leone, 1689), Arminius (Arminio, 1707). U drážďanského dvora působil Carlo Pallavicino (Osvobozený Jeruzalém / Gerusaleme liberata, 1687). I poté, co v Itálii benátskou školu zatlačila neapolská, působili ve střední Evropě její pokračovatelé, např. Johann Joseph Fux (pražská korunovační opera Stálost a síla / Costanza e fortezza, 1723) nebo Antonio Lotti (Alexandr Severus / Alessandro Severo, 1716; Porsena, 1728).
Opera v němčině však nebyla v Německu 17. století častá. První německá opera Dafne, kterou složil roku 1627 významný raně barokní skladatel Heinrich Schütz na několikrát využité libreto Ottavia Rinucciniho přeložené do němčiny básníkem Martinem Opitzem, se nedochovala. První zachovanou německou operou je alegorická „duchovní lesní báseň“ Seelewig Sigmunda Theophila Stadena uvedená v Norimberku roku 1644 a prozrazující vliv školských latinských her. Velký význam pro rozvoj německé opery mělo první veřejné operní divadlo Theater am Gänsemark v Hamburku, otevřené v roce 1678 (všechny ostatní scény ve střední Evropě byly soukromá dvorská divadla); další veřejná scéna vznikla roku 1693 v Lipsku. Opery uváděné v Hamburku pod názvem singspiel často střídaly italské, německé, francouzské i latinské texty. Úroveň libret, provedení a často ani hudby nebyla prvotřídní, zprostředkovávala však pohotově hudební vlivy významné pro rozvoj německé opery v 18. století. Pilnými skladateli této první německé operní generace byli Johann Wolfgang Franck, Nikolaus Adam Strungk a Johann Sigismund Kusser. Na ně navázal nejvýznamnější skladatel spojený s hamburským divadlem, Reinhard Keiser, již ovlivněný neapolskou školou. Z jeho děl kombinujících často italštinu s němčinou — je označován za tvůrce německého recitativu — jsou to například Basilius (1693), Octavia (1705), Zuřivý Masaniello (Masagniello furioso, 1706) a jako hlavní dílo Pyšný, svržený a znovu povznesený Kroisos (Der hochmütige, gestürzte und wieder erhabene Croesus, 1710/1730).

### Lully a "ti druzí"

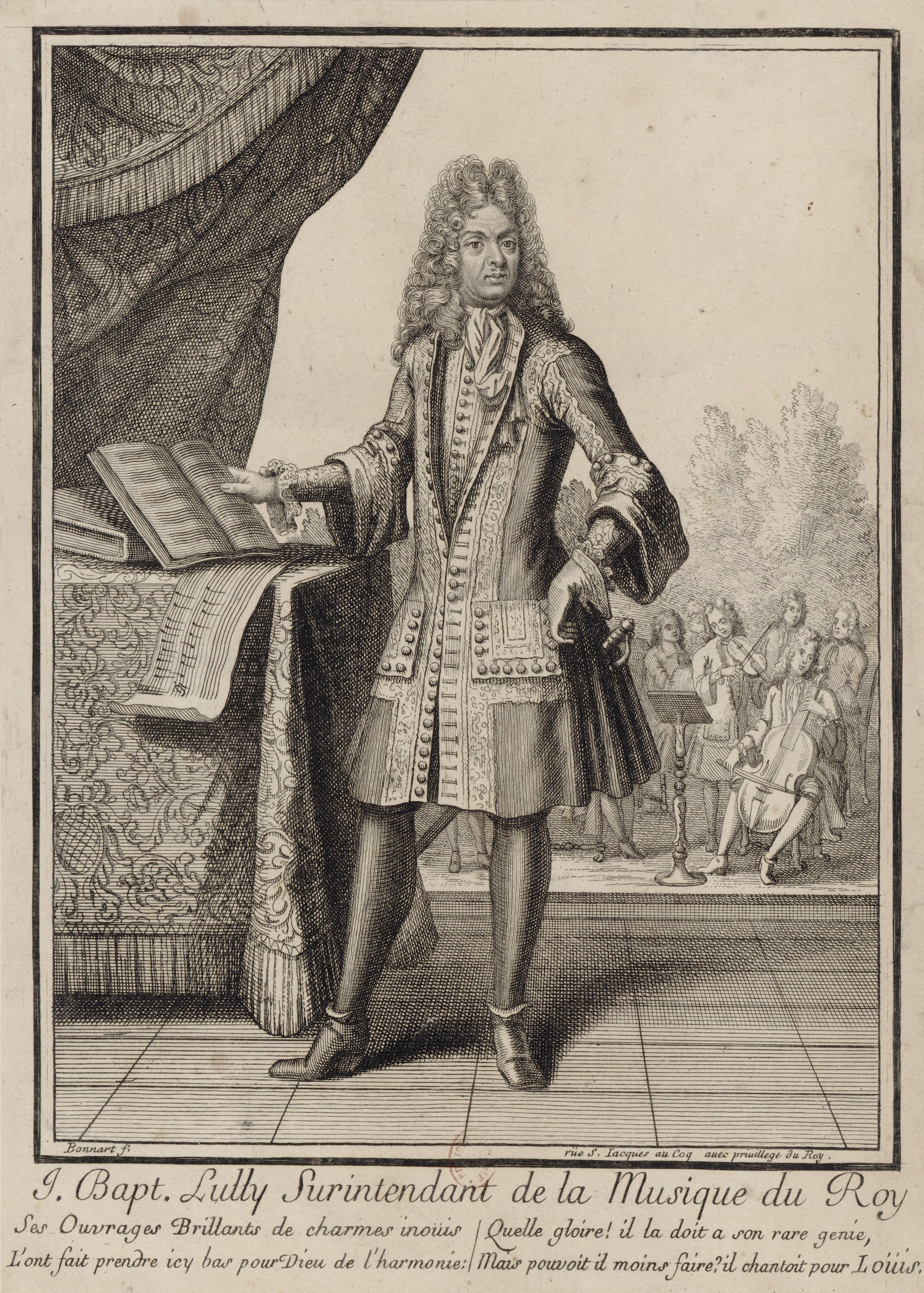
Jean-Baptiste Lully. Rytina Henriho Bonnarta.

Italská opera se poměrně brzo dostala do Francie, ale delší dobu trvalo, než zde zakotvila. Přes přepychovou výpravu neměla představení např. Orfea Luigiho Rossiho (1647) nebo Zamilovaného Herkula Francesca Cavalliho (1662) úspěch, francouzskému vkusu odporoval zejména zpěv kastrátů. Hlavním divadelním útvarem na dvoře Ludvíka XIV. byl tanec, formalizovaný v tzv. ballets de la cour. Až roku 1669 byla k pěstování operního divadla založena Académie royale de musique, jež zahájila provoz operou Roberta Camberta na libreto Pierra Perina Pomona (Pomone). Umělecký význam však získala nová instituce až po roce 1672, kdy se privilegium na vedení Akademie obdržel skladatel italského původu Jean-Baptiste Lully, který se již v předchozích letech proslavil spoluprací s Molièrem na žánru kombinujícím činohru s baletem a zpěvem, tzv. comédie-ballet (Měšťák šlechticem / Le Bourgeois gentilhomme, 1670). Lully ve svých operních dílech, napsaných ve spolupráci s významným básníkem a dramatikem Philippem Quinaultem, kladl důraz na francouzský recitativ, rytmicky bohatší než recitativ italský a sledující příznačné rysy francouzské činoherní deklamace. Recitativ je často je doprovázen plným orchestrem a kontrast mezi ním a árií je menší než u italských děl. Pro Lullyho jsou také typické tzv. choeurs, tedy sborové zpěvy, které se střídají napříč celou operou s áriemi (nejznámější je nejspíše Choeur des trembleurs z opery Isis). Charakteristická pro Lullyho opery je rovněž hojná účast baletu a z baletní praxe také pochází dvoudílná tzv. francouzská předehra. Pro odlišení od italské opery Lully pro svá díla používal pojem „tragédie lyrique“ (neboli tragédie en musique), který jako označení francouzské vážné opery přetrval až do 19. století. První z nich byla Kadmos a Hermiona (Cadmus et Hemione, 1673), následovaly Alcesta aneb triumf Alcidy (Alceste ou le Triomphe d'Alcide, 1674), Théseus (Thésée, 1675), Atys (1676), Isis, díky které byl libretista Quinault na dva roky vyloučen z dvorské společnosti (1677)Perseus (Persée, 1682), Faethón (Phaëton, 1683), Amadis (1684) a Armida (Armide, 1686).

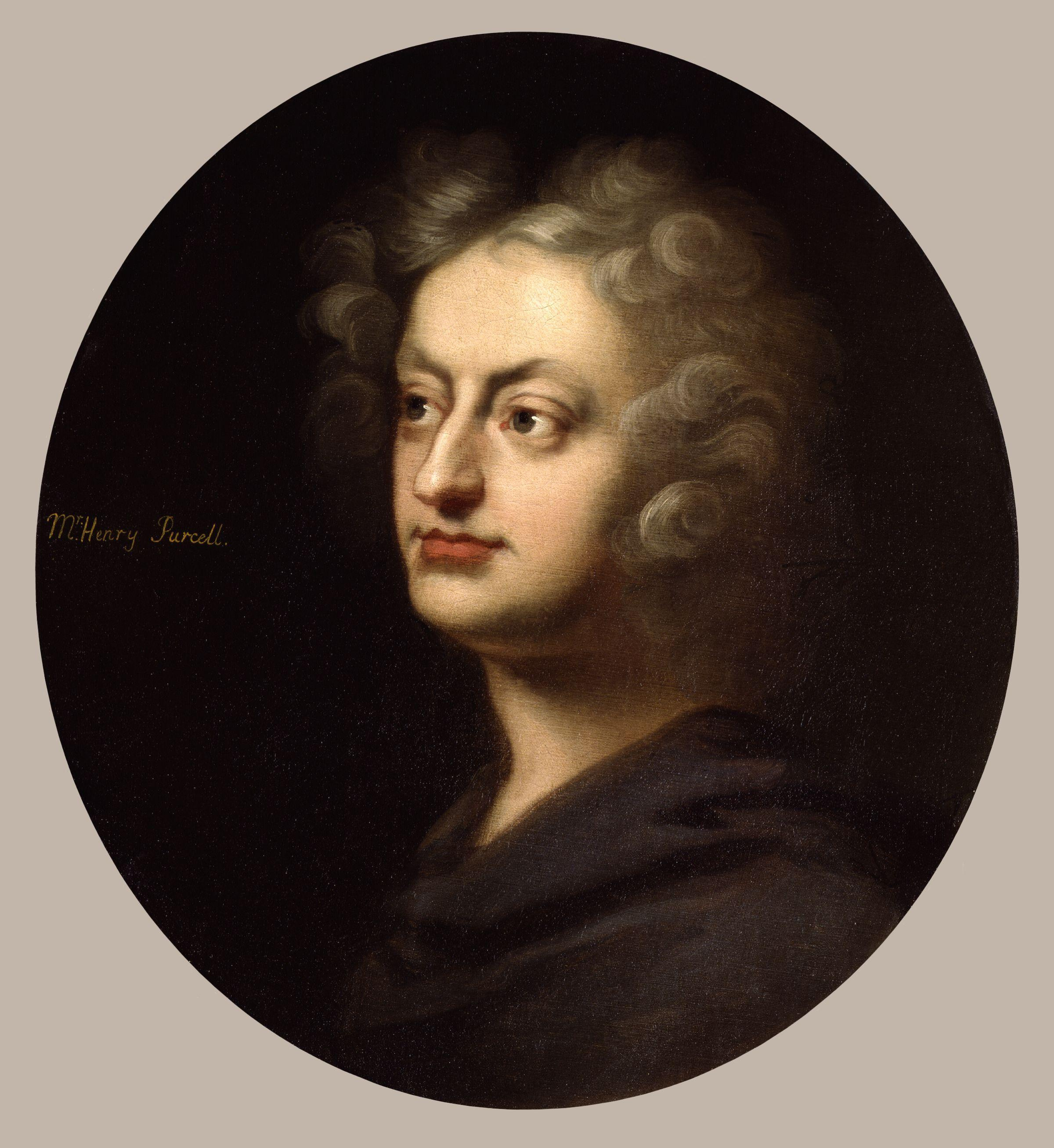
Henry Purcell. Malba Johna Clostermana

Lullyho pokračovateli byli například Marc-Antoine Charpentier (Paridův soud / Le Jugement de Pâris, 1690; Médea / Médée, 1694), André Cardinal Destouches (Issé, 1697), Marin Marais (Alkyoné / Alcyone, 1706) nebo Henri Desmarest (Dido / Didon, 1693) . Vznikl rovněž žánr „opéra-ballet“, v němž baletní složka přebírá dominanci a chybí sevřený děj charakteristický pro operu. Nejvýznamnějším skladatelem tohoto žánru je André Campra (Galantní Evropa / L'Europe galante, 1697; Benátské slavnosti / Les Fêtes vénitiennes, 1710).
Většímu rozšíření opery v Anglii nejprve překážela revoluce. První opera v angličtině je Dobytí Rhodu (The Siege of Rhodes, 1656), na níž se podílel hned pět skladatelů. Větší význam pro vývoj anglické hudby měla dvě ojedinělá díla úsporné formy a spíše konzervativního hudebního zpracování, ale se značným zapojením sboru a baletu: je to drobná pastorální opera Venuše a Adonis (Venus and Adonis, 1682?) Johna Blowa a komorní opera Dido a Aeneas (Dido and Aeneas, 1689?) Henryho Purcella. Zejména Dido a Aeneas je svým melodickým recitativem i áriemi jedním z nejvýznamnějších děl rané barokní opery. Opera v národním jazyce se však v Anglii dále nerozšířila; v divadlech i u královského dvora převažoval starší žánr masque nebo semiopera, ve které sice hudba a tanec měly významnou roli, děj však byl vyjadřován činoherně.

## Opera v 18. století

### Vážná opera (opera seria a tragédie lyrique)
Za vlastního zakladatele neapolské operní školy je považován Alessandro Scarlatti. Ve svých vážných operách Rosaura (1690), Statira (1690), Císařovna Theodora (Teodora Augusta, 1693), Eraclea (1700), Mithridatés Eupatór (Mitridate Eupatore, 1707), Tigránés (Tigrane, 1715), Griselda (1721) důsledně rozlišuje recitativ – často doprovázený – a árii. Árie u něj nabývají na délce a převažuje u nich typ árie da capo, často používá tzv. devizovou árii a pamětné motivy. Rozvíjí však i instrumentální části hudby, zejména taneční, ale měl hlavní vliv na rozšíření třídílné tzv. italské ouvertury. Využívá dramatických možností orchestru a obohacuje jej o nové nástroje. Psal také komické opery a i jeho vážné opery obsahují často komické prvky, některé z nich lze nazvat tragikomické (např. Šťastný zajatec / l prigioniero fortunato, 1698). Scarlattiho neapolští následovníci jako Leonardo Vinci (Artaxerxes / Artaserse, 1730) nebo Leonardo Leo (Cato v Utice / Catone in Utica, 1729; Bajazet / Bajazette, 1736; Démofoón / Demofoonte, 1738) se věnovali vážnému i komickému žánru, oba však již důsledně rozlišovali, což se stalo pro operu 18. století normou.
Vzorovým představitelem neapolské operní školy, v níž opera je především přehlídkou efektních a virtuózně podaných árií, byl Nicola Porpora, působící převážně v rodné Neapoli (Agrippina 1708, Orlando 1720, Ariadna na Naxu / Arianna in Nasso 1733). Současně tvořil skladatel, jehož operní dílo je v současnosti znovu objevováno, Antonio Vivaldi. Pocházel z Benátek a ve svých operách jako Zuřivý Roland (Orlando furioso, 1727) nebo Věrná nymfa (La fida ninfa, 1732) kladl v návaznosti na benátskou tradici větší důraz na dramatickou stavbu a úlohu recitativů než většina ostatních skladatelů 18. století. Vivaldiho krajan Antonio Caldara působící především na dvoře císaře Karla VI. ve svých četných operách (např. Eurystheos / Eristeo, 1724) se důrazem na plynulou melodii blíží rokoku. Ranými severoitalskými skladateli ovlivněnými neapolskou školou byli bratři Antonio Maria Bononcini (Griselda 1718) a Giovanni Bononcini (Kamilin triumf / Trionfo di Camilla, 1696).

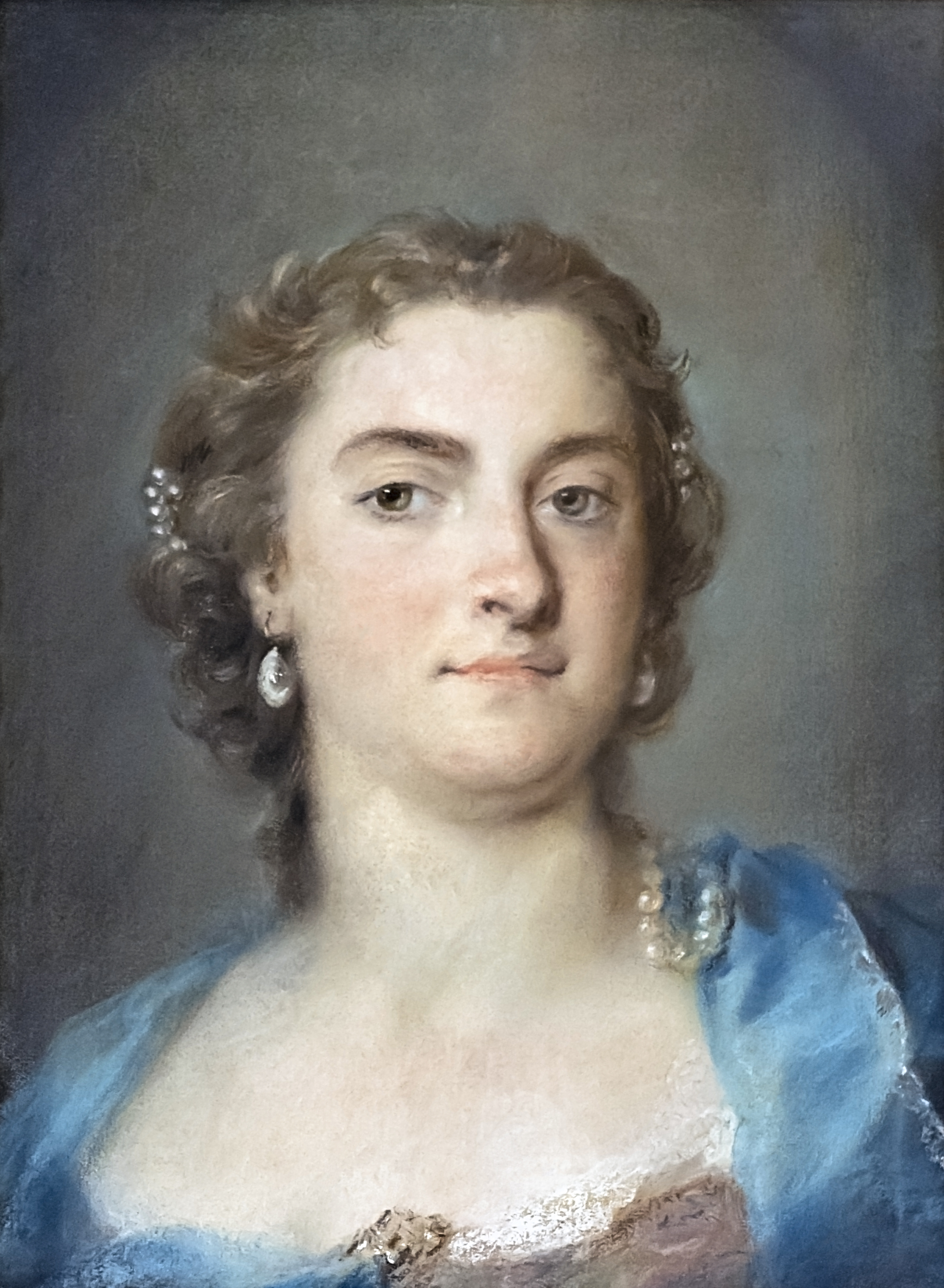
Slavná pěvkyně první poloviny 18. století a manželka J. A. Hasseho, Faustina Bordoniová (obraz Rosalby Carrierové).

Mezi mistry opery seria se v polovině 18. století zařazují i neitalští skladatelé. I v Itálii se se svými 65 operami prosadil Johann Adolf Hasse, obdivovaný hlavně pro melodickou krásu árií. Spolupracoval s Metastasiem a až na jednu výjimku zhudebnil v letech 1730 až 1762 všechna jeho libreta, jiné opery měly i náměty z bližších dějin (Sulejman / Solimano 1753, Ruggiero 1771). Po návratu do Německa působil zejména v Drážďanech V Berlíně u dvora Fridricha II. působil Carl Heinrich Graun, autor téměř třiceti oper jako Caesar a Kleopatra (Cesare e Cleopatra, 1742) nebo Montezuma (1755) na námět sepsaný králem. Výhradně v Itálii působil český skladatel Josef Mysliveček, významný představitel pozdní barokní opery seria. Mezi jeho úspěchy se patří Bellerofontés (Bellerofonte, 1767), Tamerlán (Il gran Tamerlano, 1771) a Olympiáda (Olimpiade, 1778).

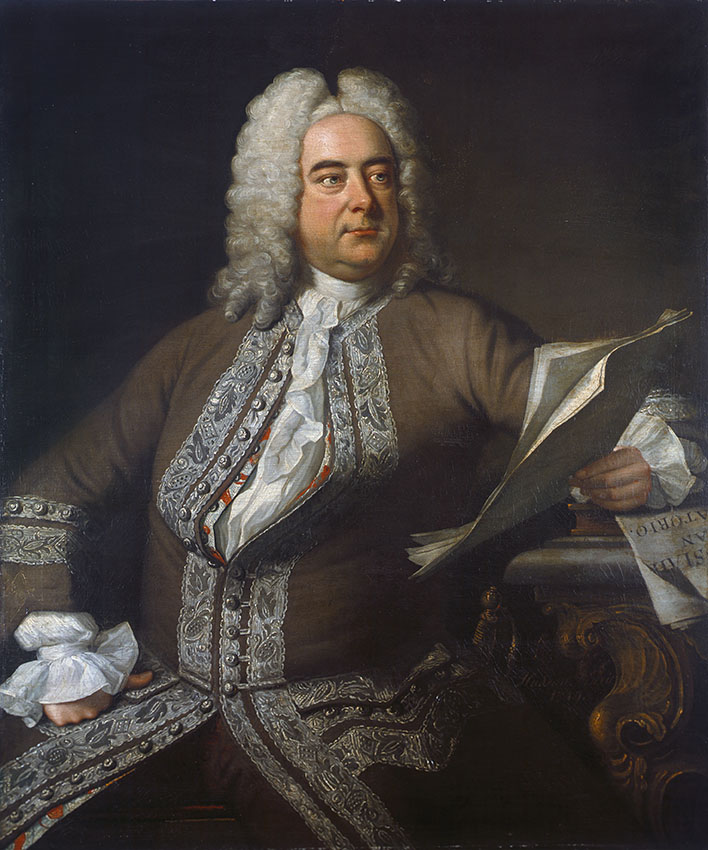
G. F. Händel

Nejvýznamnějším a v současnosti nejhranějším barokním operním skladatelem je Georg Friedrich Händel. První úspěchy slavil stejně jako Keiser a Hasse v nejvýznamnějším německém operním centu té doby, Hamburku (Almira 1705), poté pobýval v Itálii, kde se prosadil zejména svou Agrippinou (1709), od roku 1711 do smrti žil v Londýně, kde vytvořil řadu italských oper typu opera seria, např. Rinaldo (1711), Radamisto (1720), Julius Caesar v Egyptě (Giulio Cesare in Egitto, 1724), Tamerlán (Tamerlano, 1724), Orlando (1733), Ariodante (1735), Alcina (1735), Xerxes (Serse, 1738). Jeho opery odpovídají požadavkům žánru a nejsou v tomto směru objevné, výjimečné je však jejich melodické bohatství, dramatičnost a psychologická výstižnost. Händel psal ale i na anglické texty, např. pastorální operu Acis a Galathea (Acis and Galathea, 1732). Řada jeho pozdních děl v angličtině je označována jako oratorium (Semele 1743, Theodora 1750), přestože jsou většinou určeny pro scénické provozování a některé z nich mají nenáboženské náměty.  Jedním ze skladatelů, kteří se věnovali londýnské opeře seria po Händelovi, byl Johann Christian Bach (Orione, 1763).
V samostatném oboru francouzské tragédie lyrique je nejvýznamnějším pokračovatelem Lullyho Jean-Philippe Rameau. Jeho vážné opery jako Hippolytus a Aricia (Hippolyte et Aricie, 1733) nebo Castor a Pollux (Castor et Pollux, 1737) vynikají melodickou i harmonickou vynalézavostí, barvitou orchestrací a přitažlivou taneční hudbou. Rameau pokračoval i v tradici žánru opéra-ballet, například v díle Galantní Indové (Les Indes galantes, 1735). Originálním dílem je komická opera s hojnou účastí baletu Plathé (Platée, 1745). Pozdní klasickou tragédii lyrique rozvíjeli nejvíce nefrancouzští autoři působící v Paříži, vedle Glucka to byli Niccolò Piccinni (Roland, 1778) a Antonio Sacchini (Oidipus v Kolonu / Œdipe à Colone, 1788).

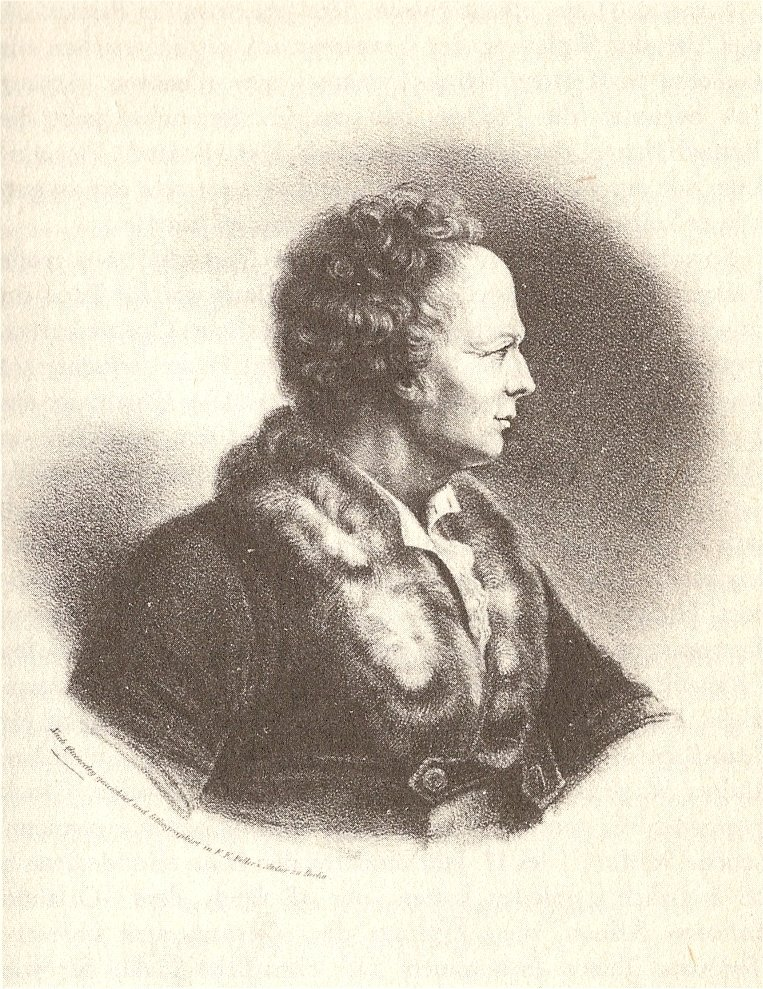
C. W. Gluck, litografie F. E. Fellera

Od poloviny 18. století se v italské opeře, mimo jiné pod vlivem vážné opery francouzské, objevují experimenty směřující za hranice ustrnulé opery seria, jimž je společný důraz na úlohu hudby a zpěvu jako nositele dramatu. Rozvíjí se dramaticky nosný doprovázený recitativ a propracovanější instrumentace, znovu se objevuje sbor jako významný dějový činitel, zato struktura árií se zjednodušuje a od zpěváků se žádá méně virtuózní a ději a slovům přiléhavější výraz. Prvními představiteli této „nové neapolské školy“ jsou Niccolò Jommelli (např. Merope, 1741; Démofoón / Demofoonte, 1743; Artaxerxes / Artaserse, 1749; Olympiáda / Olimpiade, 1761; Faethón / Fetonte, 1768; Armida, 1770) a Tommaso Traetta (např. Armida, 1761; Sofonisba, 1762; Ifigenie na Tauridě / Ifigenia in Tauride, 1763; Antigona, 1772). Skladatelem, který je s reformou vážné opery nejvíce spojen, je Christoph Willibald Gluck. Jeho první opery (Artaxerxes / Artaserse, 1741; Aetius / Ezio, 1750; Issipile, 1752) jsou ještě tradiční, od šedesátých let počínaje operou Orfeus a Eurydika (Orfeo ed Euridice, 1762) však vystupuje jako reformátor italské opery seria i francouzské tragédie lyrique, což potvrzují jeho další opery (Alcesta / Alceste, 1767; Paris a Helena / Paride ed Elena, 1769; Ifigenie v Aulidě / Iphigénie en Aulide, 1774; Armida, 1777; Ifigenie na Tauridě / Iphigénie en Tauride, 1779). Teoreticky jsou zásady reformy vyloženy v předmluvě k opeře Alceste, v níž se hovoří o ideálu „krásné jednoduchosti“ hudby.Pozdní, klasicistní italskou operu seria zastupuje vedle W. A. Mozarta například Antonio Salieri (Axur, král Ormu / Axur, rè d'Ormus, 1787). Vážné opery pozdějších italských skladatelů (Domenico Cimarosa: Horatiové a Curiatiové / I Orazii e i Curiazii, 1796; Giovanni Paisiello: Nina aneb Šílená z lásky / Nina, ossia la pazza per amore, 1789) již pro revoluční resp. sentimentální námět znamenají přechod k romantické opeře 19. století. 
Vážné opery v jiných jazycích než italština nebo francouzština byly řídké. Anglické vážné opeře (např. Thomas Augustine Arne: Artaxerxes 1762) se nepodařilo konkurovat händelovské opeře italské, rovněž v německém jazyce je vážná prokomponovaná opera skladatele spojeného s mannheimskou školou Ignaze Holzbauera Günther von Schwarzburg (1777) výjimkou.
Významnými středisky italské vážné opery byly ve 2. polovině 18. století švédský dvůr Gustava III. a ruský dvůr Kateřiny II. a jejích nástupců, kde působila řada evropských skladatelů. Ti příležitostně psali i opery v národních jazycích, ačkoli v kosmopolitním stylu opery seria. Tak německý skladatel Johann Gottlieb Naumann napsal první vážnou operu ve švédštině Gustaf Vasa (1786), první vážnou operou na ruské libreto je Kefalos a Prokris (Cefal i Prokris, 1755) Francesca Araji, z ruské historie čerpá například Catterino Cavos v opeře Ivan Susanin (1815).

### Italská komická opera (opera buffa)
Ještě raná díla zakladatele neapolské školy Alessandra Scarlattiho volně mísila vážné a humorné scény, počátkem 18. století se však oba žánry od sebe přísně oddělily. Jako samostatný žánr tak v Neapoli vzniká opera buffa, a to ze dvou pramenů. Prvním byla zpravidla tříaktová opera komického obsahu, strukturálně původně nepříliš odlišná od vážné opery (např. Scarlattiho Vítězství cti / Il trionfo dell'onore, 1718), často pro zvýšení humorného účinku hraná v neapolském nářečí. Druhým bylo intermezzo vkládané mezi jednotlivé akty vážné opery (např. Scarlattiho Despina a Nisso / Despina e Nisso, 1714). Opery seria mívaly tři dějství, proto jsou intermezza zpravidla jednoaktová nebo dvoudílná. Zvláště tato druhá podoba si získala velkou oblibu i mimo Itálii. Jednak ve dvorských divadlech nebyly komické opery považovány za dostatečně důstojné, ale komické vložky do vážných oper však byly přípustné; jednak buffa byla nenáročná na inscenování – provozovaly ji samostatné soubory a typické intermezzo vyžadovalo jen dva či tři zpěváky.

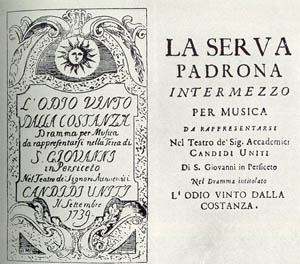
Program k první inscenaci slavné Pergolesiho Služce paní

Buffa byla méně náročná na techniku zpěvu, hudební doprovod i výpravu, nevyžadovala sbor ani balet. Oproti sólisticky zaměřené vážné opeře však značně přispěla k rozvoji ansámblů a zejména propracovaných finále. Libreta přiváděla na scénu současnost a postavy z nižších vrstev (oproti historickým a mytologickým námětům opery seria), byla často zajímavější a více záleželo na hereckém projevu zpěváků. Prosazuje se typický buffózní bas, zatímco ve vážné opeře byl tento hlasový obor opomíjen. Vzorovým libretistou, obdobně jako Metastasio v oboru opery seria, byl v případě buffy Carlo Goldoni.
Komické opeře se po Scarlattim věnovali i Leonardo Vinci (Domnělý slepec / Le cecato fauzo 1719, Milenci / Le zite 'n galera 1722) a Leonardo Leo (Láska si žádá utrpení / Amor vuol sofferenze 1729, Utajené manželství / Lo matrimonio annascuso 1740), jinak spíše autoři vážných oper. Prvním géniem opery buffy byl Giovanni Battista Pergolesi. Z jeho několika vážních i komických děl představuje Zamilovaný bratr (Lo frate 'nnamorato, 1731) typ celovečerní komické opery v neapolském nářečí, zatímco Služka paní (La serva padrona, 1733) je původně intermezzo určené do vážné opery Hrdý zajatec. Zatímco Pergolesi zemřel mlád, počet děl dalších mistrů buffy dosahuje mnoha desítek: Baldassare Galuppi (Venkovský filosof / Il filosofo di campagna 1754, Ďáblice / La diavolessa 1755, Nepřítel žen / L'inimico delle donne 1771), Niccolò Piccinni (Hodná dceruška / La buona figluola 1760), Giovanni Paisiello (Pomyslní astrologové / Gli astrologi immaginari 1779, Lazebník sevillský / Il barbiere di Siviglia 1782, Láska s překážkami / L'amor contrastato 1788). Jednou z nejúspěšnějších italských komických oper je dosud Tajné manželství (Il matrimonio segreto, 1792) Domenica Cimarosy. Mezi pozdní skladatele buffy patří Valentino Fioravanti (Vesnické zpěvačky / Le cantatrici villane 1799).
Zejména ve střední Evropě psali italské buffy i domácí skladatelé, zejména působící v Rakousku: Mozart, Martín y Soler, Florian Leopold Gassmann (Komtesa / La contessina 1770, Kritická noc / La notte critica 1768) a Joseph Haydn (Lékárník / Lo speziale 1768, Svět na měsíci / Il mondo della luna 1777, Pravá věrnost / La vera costanza 1779).

### Komická opera v jiných jazycích
Ve Francii vznikl na počátku 18. století v prostředí pařížských tržnic lidový žánr zvaný vaudeville, ve kterém bylo mluvené a zčásti improvizované divadlo míseno s hudbou a zpěvem, přičemž tato díla nezřídka parodovala vážné opery hrané v královském divadle. Roku 1715 se ustavilo samostatné Théâtre de l'Opéra-Comique. Uměleckou úroveň těchto představení zajišťoval zejména text; nejvýznamnějším autorem byl básník a dramatik Charles-Simon Favart. Kolem poloviny století se pod vlivem uvedení Pergolesiho Služky paní ke komické opeře obrátila i část buržoazní inteligence, která ji považovala za pokrokovější a umělečtější než zkostnatělou aristokratickou tragédie lyrique. Vzorové dílo žánru opéra comique složil filosof Jean-Jacques Rousseau: Vesnický věštec (Le Devin du village, 1752). Inspirovala se živostí děje a přirozenou dikcí zpěvu, na rozdíl od italské buffy však nebyla zpěvní čísla oddělována recitativy, nýbrž mluveným textem. Rovněž ansámbly a finále byly méně propracované.
Mezi díly prvních významných tvůrců opéry comique, jako byli Egidio Romualdo Duni (Dva lovci a mlékařka / Les Deux Chasseurs et la Laitière 1763, Dřeváčky / Les Sabots 1768), François-André Danican Philidor (Blažej příštipkář / Blaise le Savetier 1759, Tom Jones 1765) a Pierre-Alexandre Monsigny (Král a pachtýř / Le Roi et le Fermier 1762) převažují humorné náměty a hrdiny bývají prostí lidé, především venkované, brzy však se začaly objevovat vážnější situace a náměty, často sentimentální povahy; za jeden z prvních příkladů bývá považován Monsignyho Zběh (Le Déserteur, 1769). Nejvýznamnějším skladatelem předrevoluční opery comique je André Ernest Modeste Grétry. Jeho díla jsou námětově pestrá od tradiční komedie Dva skrblíci (Les Deux Avars, 1770) přes exotickou pohádku Zémire et Azor (1771) po vlastenecko-historickou operu Richard Lví srdce (Richard Cœur de lion, 1784). Grétryho žákem byl Nicolas Dalayrac (Nina aneb Šílená z lásky / Nina ou la Folle par amour 1786).
Francouzská opéra comique se záhy šířila po celé Evropě. Přímo pro vídeňský dvůr skládal komické opery na francouzská libreta Christoph Willibald Gluck (Nenadálé setkání / La rencontre imprévue 1764). Duni, Grétry či Dalayrac byli často hráni v soukromých i městských divadlech střední Evropy.
Obdobně francouzskému vaudevillu vznikla v Anglii počátkem 18. století ballad opera; i v ní je výrazným prvkem parodie vážné opery a hudební stránku zastupují známé nápěvy lidové i operní. První a nejvýznamnější ballad operou je Žebrácká opera (The Beggar's Opera, 1728) na libreto Johna Gaye; melodie různého původu sestavil a upravil John Christopher Pepusch. Mezi dalšími díly tohoto druhu je například Láska na vsi (Love in a Village, 1762) Thomase Arna a Dueňa (The Duenna, 1775) Thomase Linleyho.

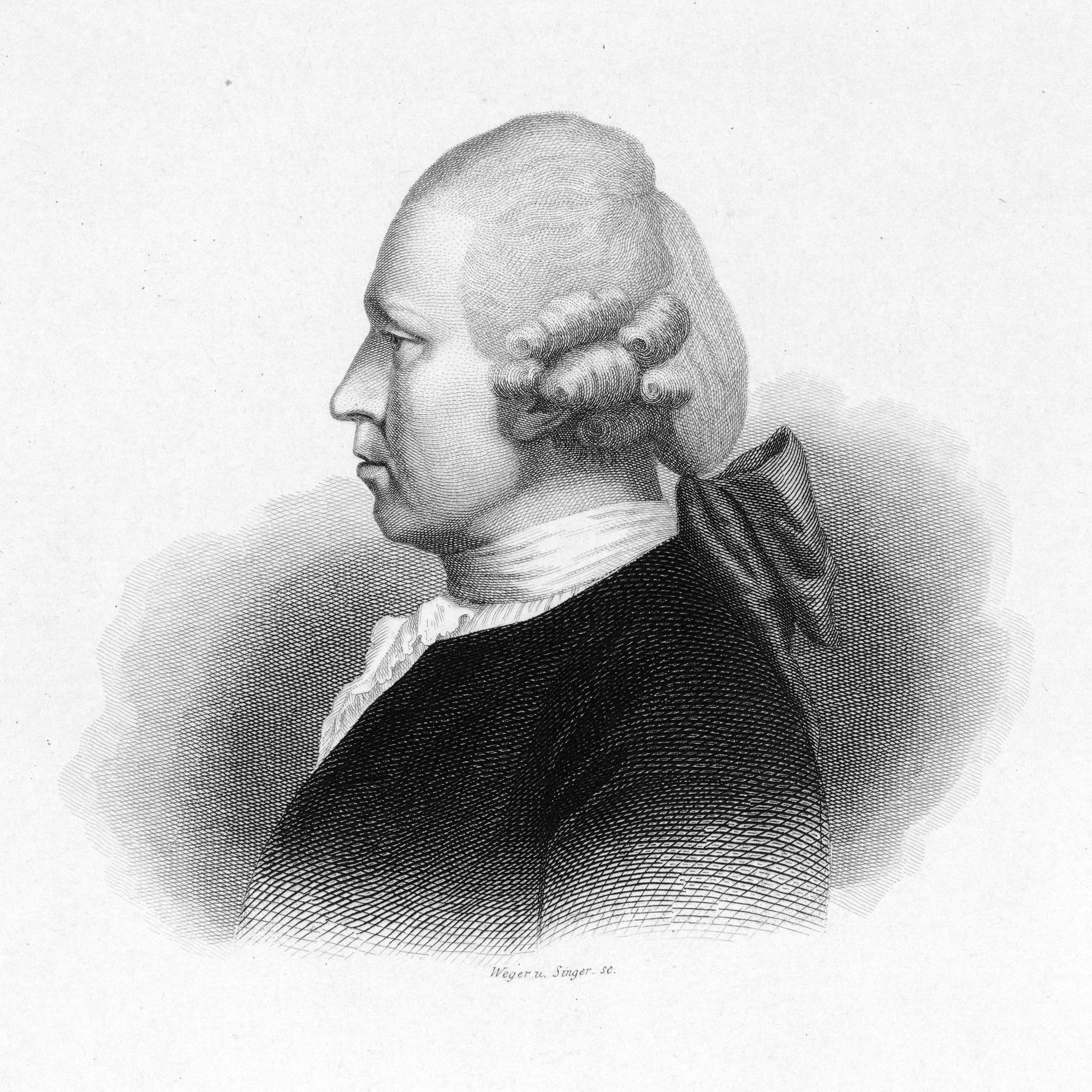
Johann Adam Hiller, jeden ze zakladatelů singspielu

První německé komické opery vznikly po vzoru italské buffy v hamburském operním centru a jejich autory byli jako v Itálii skladatelé vážných oper, např. Směšný princ Jodelet (Der lächerliche Prinz Jodelet, 1726) Reinharda Keisera nebo Trpělivý Sokrates (Der geduldige Sokrates, 1721), Pimpinone aneb Nerovný sňatek (Pimpinone oder Die ungleiche Heirat, 1725) G. P. Telemanna. Typickým německým operním žánrem se ale stal až singspiel vzniklý po roce 1752 v Berlíně po vzoru anglické ballad opery a stejně jako ona kombinující zpěv s mluvenými dialogy. Tento lidový útvar se brzy se rozšířil po celém Německu. Látkově byly singspiely často adaptacemi předloh anglických, francouzských nebo italských. Prvním mistrem severoněmeckého singspielu byl Johann Adam Hiller, působící v Lipsku, Berlíně a Vratislavi (Lov / Die Jagd 1770, Vesnický lazebník / Der Dorfbarbier 1771). Dalším významným autorem byl český emigrant Jiří Antonín Benda, vévodský kapelník v Gotě (Výroční trh / Der Dorfjahrmarkt 1775, Romeo a Julie / Romeo und Julie 1776). Koncem 18. století však severoněmecký singspiel přešel v hudebně nenáročnější formu nazývanou liederspiel, jejímž hlavním představitelem byl Johann Friedrich Reichardt.

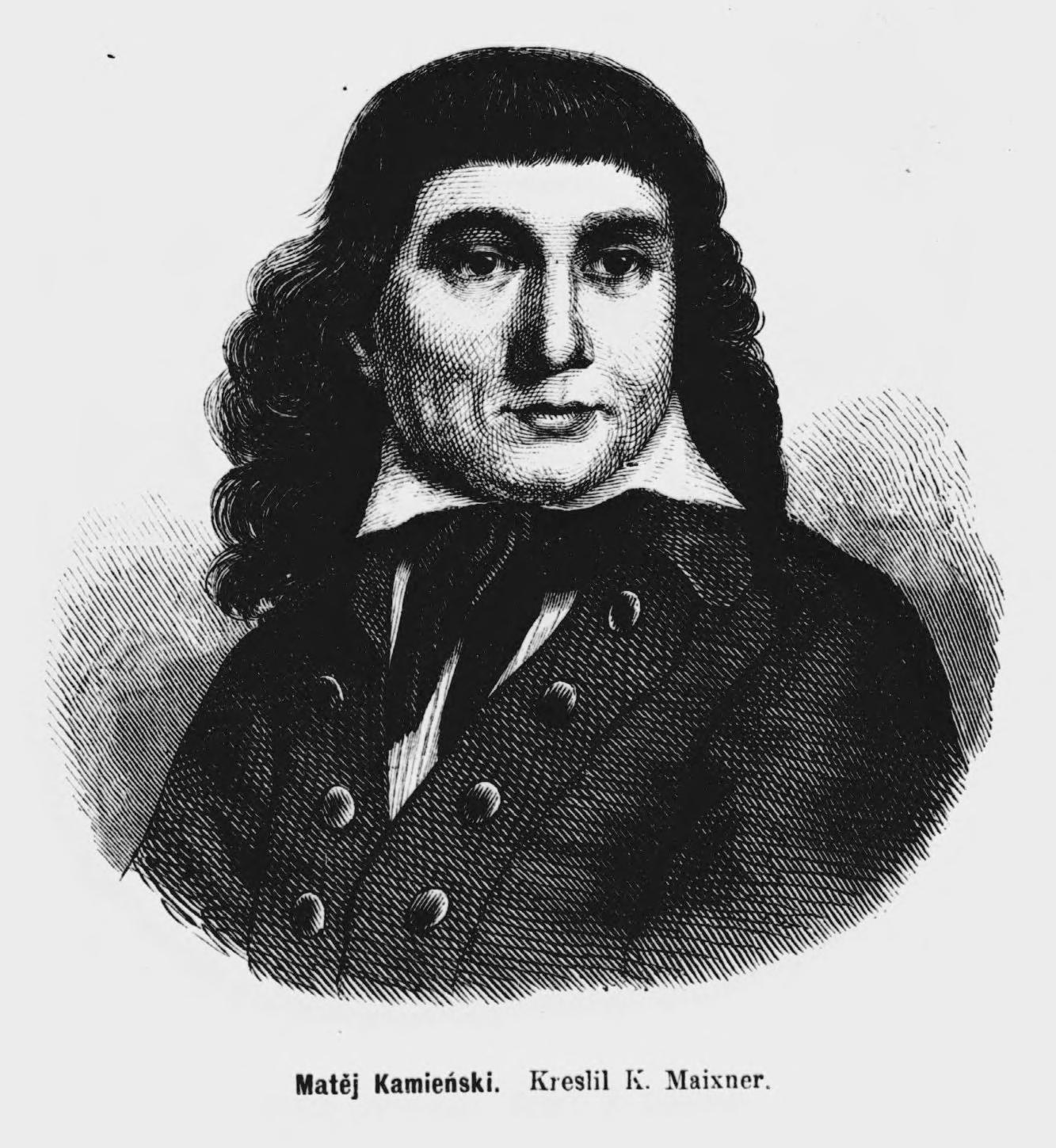
Maciej Kamieński, autor první polské opery. Kresba K. Maixnera

V jihoněmecké oblasti podporoval rozvoj singspielu císař Josef II., který založil roku 1776 Dvorní a národní singspiel. Jedním z prvních autorů, kteří přispěli do jeho repertoáru, byl Ignaz Umlauff (Havíři / Die Bergknappen, 1778), ale též Mozart svým Únosem ze serailu. Singspiel nabyl brzy velké popularity a udržel se jako hlavní žánr lidového hudebního divadla až do poloviny 19. století. Nad díly náročnější úrovně blízké italské či francouzské komické opeře, jaké tvořil Karl Ditters von Dittersdorf (Lékař a lékárník / Doctor und Apotheker 1786, Jarolím Držgrešle / Hieronymus Knicker 1789, Červená karkulka / Das rote Käppchen 1790), Pavel Vranický (Oberon, král elfů 1789), Peter von Winter (Přerušená oběť / Das unterbrochene Opferfest 1796) nebo Vojtěch Jírovec (Oční lékař / Der Augenarzt 1811) postupně převážila lidovější, na provedení méně náročná tvorba Johanna Schenka (Vesnický lazebník / Der Dorfbarbier 1785), Wenzela Müllera (Sestry z Prahy / Die Schwestern von Prag 1794, Kouzelná citera aneb Kašpar fagotista / Die Zauberzither oder Kaspar, der Fagottist 1791), Ferdinanda Kauera (Dunajská žínka / Das Donauweibchen 1798) nebo Benedikta Schacka (Dva Antonínové / Die beiden Antone 1789).
Komické opery italské, francouzské a německé se rychle šířily po celé Evropě v různých úpravách i překladech; vedle nich vznikaly skromnější zárodky národní komické opery i v dalších jazycích. Za první polskou komickou operu je považována Obšťastněná nouze (Nędza usczęśliwiona, 1778) Macieje Kamieńského, dosud se hrává nenáročná zpěvohra Jana Stefaniho Domnělé kouzlo aneb Krakovští a horalé (Cud mniemany czyli Krakowiacy i górale, 1794). Jedním z prvních tvůrců ruské komické opery je Jevstignej Ipatovič Fomin, mimo jiné autor opery Kočí na stanici (Jamščiki na podstavke, 1787). Komickou operu v dánštině pomáhal založit italský skladatel Paolo Scalabrini (Odměněná láska / Den belønnede Kærlighed 1758, Láska bez punčoch / Kærlighed uden Strømper 1775). 

### Mozart
Nejvýznamnějším operním skladatelem pozdního 18. století, doby rokoka a klasicismu, je Wolfgang Amadeus Mozart (1756–1791), který obohatil a přetvořil hned několik tradičních žánrů. Ještě v době dospívání napsal sérii děl žánru opera seria: Mithridates, král pontský (Mitridate, re di Ponto, 1770), Ascanius v Albě (Ascanio in Alba, 1771) a Lucius Silla (Lucio Silla, 1772). Ačkoli se zakládají na konvenčních tématech a starší dramatické formě, jsou plné výrazové smělosti a hudební opulence. Jedním z vrcholných děl celého žánru je pozdější Idomeneus (Idomeneo, re di Creta, 1781) pro svou instrumentační rozmanitost, zvukovou barvitost a bohatou tonální symboliku. Poslední Mozartovou vážnou operou je korunovační opera napsaná pro Prahu Titus (La clemenza di Tito, 1791).

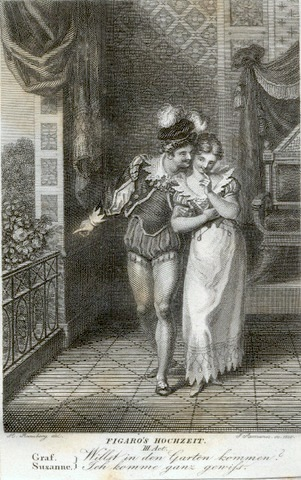
Scéna z III. dějství Figarovy svatby. Rytina Heinricha Ramberga

Svou první italskou buffu Předstíraná prostoduchost (La finta semplice, 1769) napsal Mozart jako dvanáctiletý na Goldoniho námět; tradiční schéma oživují orchestrální ozdoby a hříčky. Další je Zahradnice z lásky (La finta giardiniera, 1775) psaná pro mnichovský dvůr, se ztřeštěným hlavním dějem typickým pro pozdní buffu, ale i se zdařilou charakteristikou postav i jejich vážných citů. Vrcholnými díly svého oboru jsou Mozartovy tři zralé komické opery na texty Lorenza da Ponte. Figarova svatba (Le nozze di Figaro, 1786) povyšuje operu buffu na skutečnou hudební komedii, oproti tradici žánru je zde málo secco recitativů, zato velké množství ansámblů a rozsáhlá finále. Don Giovanni (1787) zaujímá výjimečné místo v celé operní literatuře; již E. T. A. Hoffmann jej označil za „operu oper“. Charaktery jsou výrazně rozlišeny od lyrických přes dramatické po komické. Secco recitativy zde zcela mizí a plynulost přechodů z recitativu přes arioso do árie činí z Dona Giovanniho předchůdce plně prokomponované opery. Poslední Mozartova buffa Takové jsou všechny (Così fan tutte, 1790) se vyznačuje výraznou charakterizací postav, ale i obtížností pěveckých partů. Pro libertinský námět byla v následujícím století považována za lascivní a nemravnou, nyní však tvoří součást jádrového operního repertoáru.
Z iniciativy císaře Josefa II., který považoval rozvoj opery v němčině za součást svých osvícenských snah, napsal Mozart i některá díla v žánru německého singspielu. Únos ze serailu (Die Entführung aus dem Serail, 1782) byl prvním Mozartovým dílem, které se rychle rozšířilo do německých divadel a založilo jeho popularitu. Postava paši Selima (vyhrazená nezpívajícímu herci) – podobně jako titulní postava Tita – představuje ušlechtilého osvícenského vládce. Dne 30. září 1791, několik měsíců svou smrtí, Mozart řídil premiéru svého posledního scénického díla Kouzelná flétna (Die Zauberflöte), ve kterém se kombinací různých stylistických prvků vytváří svébytné dílo obsahující různé vrstvy: tradiční virtuózní opery seria (postavy jako Královna noci), Gluckových reforem (krátké árie), mozartovská dramatická struktura rozvíjející prvky opery buffa (komplexní finále), spektakulární scénografie, orientální báje, zednářské idey bratrství a vídeňskou předměstskou frašku (postava Papagena).
V Mozartově prostředí působil rovněž původem katalánský skladatel Vicente Martín y Soler. Působil ve Španělsku, Itálii, Rusku i Anglii, ale jeho nejznámější díla, opery buffy příbuzné Mozartovým a na libreta Lorenza da Ponte, vznikla za pobytu ve Vídni (Il burbero di buon cuore / Bručoun s dobrým srdcem 1786, Una cosa rara / Vzácná věc 1786, L'arbore di Diana / Dianin strom 1787).

## Opera v 19. století
Společenské převraty na přelomu 18. 19. století značně změnily postavení opery z pouhého „divadla“ v „umění“. Vedle dosavadní reprezentační a zábavní funkce jí nyní připadla významná úloha společenská, vzdělávací i politická. Nástup romantismu s sebou přinesl kult umělce, zejména hudebníka, a šíří se představa o opeře jako o vrcholné, syntetické umělecké formě, jak ji zformuloval Richard Wagner ve své myšlence Gesamtkunstwerku, celkového uměleckého díla. Dosud většina živého operního repertoáru pochází z „dlouhého“ 19. století (asi 1780–1920).
19. století přineslo také rozmach nacionalismu. U kulturně vyspělých, ale politicky roztříštěných národů – Itálie a Německo – se opera stala mocným symbolem kulturní jednoty. Verdiho a Wagnerova díla měla v tomto ohledu zvlášť velký politický význam. Pro řadu jiných národů byla tvorba vlastní svébytné opery jedním z hlavních úkolů při dokazování kulturní vyspělosti, samostatnosti a rovnocennosti s ostatními národy, což mělo implikace i pro jejich jiné společenské a politické snahy.
Raně romantické opery opouštějí rokokový a klasicistní hedonismus a nově obracejí zájem na etiku, ideály, hrdinství a emoce. V popředí stojí osamělý hrdina či hrdinka, výjimečná osobnost, často v konfliktu se společností. V první fázi, na přelomu 18. a 19. století pod vlivem francouzské revoluce, se objevil námětový typ „osvobozenecké opery“, v níž se slabší či níže postavený hrdina vítězně staví proti nenáviděnému tyranovi; typickými představiteli jsou Cherubiniho Lodoiska nebo Beethovenův Fidelio. S porevolučním vystřízlivěním převážily náměty, v nichž romantický hrdina ve střetu s realitou podléhá. Klasicistní náměty z řeckých a římských bájí a dějin postupně ustoupily modernějším historickým námětům, zejména z období středověku a renesance, u řady menších národů s cílem oslavit události z národních dějin. Později se připojují exotické mimoevropské náměty (např. Spohrova Jessonda, Meyerbeerova Afričanka, Verdiho Aida) a národní mytologie (např. Wagnerův Prsten Nibelungův, Smetanova Libuše, Rimského-Korsakovův Sadko). Od poloviny století se objevují i ve vážné opeře současné náměty (např. Verdiho Traviata) směřující postupně k realismu (Bizetova Carmen, Charpentierova Louisa, Foersterova Eva, italští veristé); protiváhou tohoto směru jsou náměty pohádkové (Dvořákova Rusalka, Humperdinckova Perníková chaloupka, Rimského-Korsakovova Sněhurka, Massenetova Popelka).
Samostatný žánr lehké číslové komické opery zažívá v 1. polovině 19. století rozkvět v Itálii (Rossini, Donizetti), Francii (Auber, Halévy, Adam) i Německu (Lortzing), pak přechází v operetu. Pozdější komická opera (Wagner: Mistři pěvci norimberští, Verdi: Falstaff, Dvořák: Jakobín) se již zpracováním neodlišuje od opery s vážným námětem.
Významným prostředkem šíření opery i mimo operní divadla – v době neexistence zvukových záznamů – se v 19. století stala publikace klavírních výtahů z oper nebo jejich jednotlivých čísel, anebo různých transkripcí či variací na operní melodie pro klavír nebo případně jiné hudební nástroje rozšířené mezi amatéry. Výtěžek z jejich prodeje tvořil nezanedbatelnou část příjmů skladatelů, což osvětluje význam velkých hudebních nakladatelství jako Ricordi, Breitkopf & Härtel nebo Simrock.
V průběhu 19. století narůstá význam dirigenta (kapelníka) a vzniká též operní režie. Ve výpravě i kostýmech je eklektická výpravnost nahrazována realismem a snahou o historickou přesnost. Vzrůstají literární nároky na libreto. Postupně v 19. století se posazuje i respekt ke skladatelovým úmyslům a úplnosti díla, z reprezentativních scén mizí pasticcia, ale stále přetrvávají někdy i podstatné úpravy (krácení, doplňování, změn sledu scén, transpozice…) pro účely konkrétního divadla. Současně se vedle snahy o získávání novinek tvoří stálé jádro národního i mezinárodního repertoáru; v 17.–18. století byla životnost i nejúspěšnějších děl velmi omezená.

### Italská belcantová opera
V Itálii působila na přelomu 18. a 19. století generace skladatelů, jejichž dílo stojí na pomezí klasicismu a romantismu, zejména Ferdinando Paër (např. Kamila aneb Podzemí / Camilla, o Il sotteraneo 1799, Leonora aneb Manželská láska / Leonora ossia L'amor coniugale 1804) a Giovanni Simone Mayr (např. Ginevra di Scosia 1801, Médea v Korintu / Medea in Corinto 1813). Do pozdní vlny tradiční opery seria patří i italské opery Giacoma Meyerbeera (Křižák v Egyptě / Il crociato in Egitto, 1824).

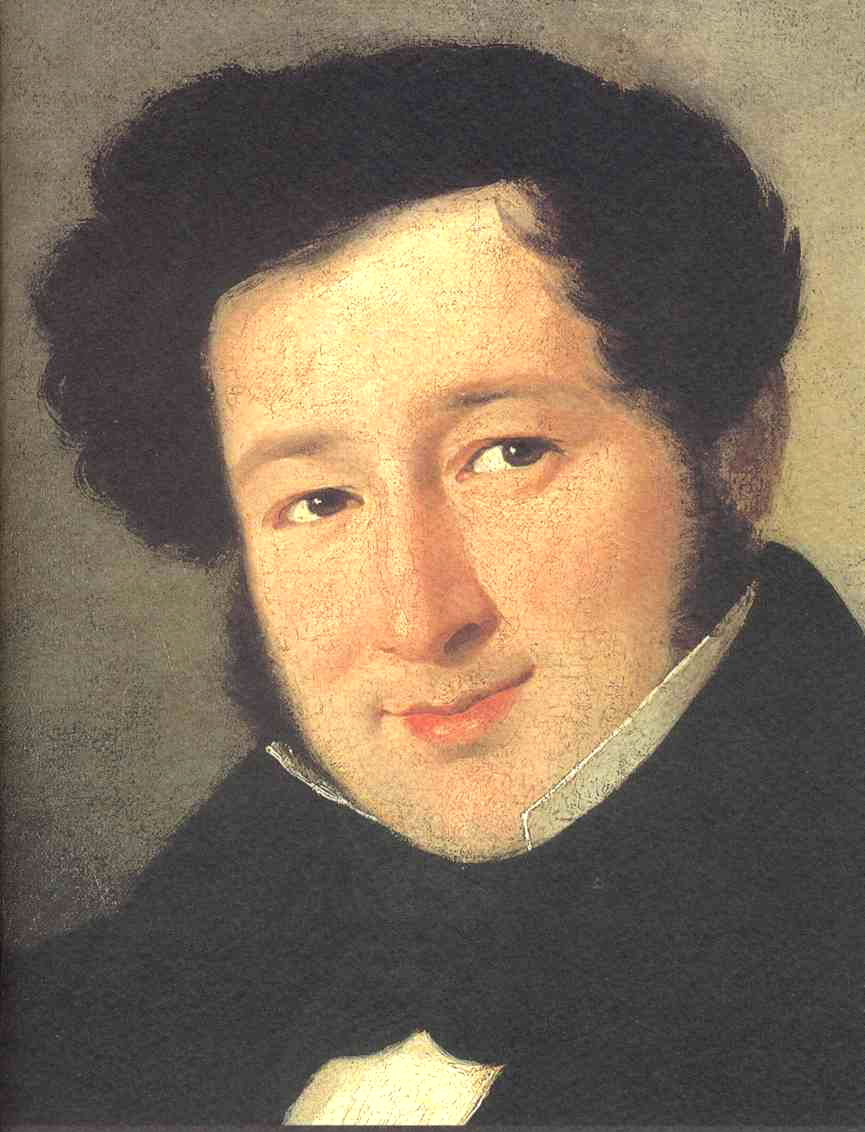
Gioacchino Rossini, portrét neznámého malíře

Po nich však nastoupila skupina skladatelů tzv. belcantové opery. V jejich dílech se střídá hudební komedie s vysoce romanticky koncipovanými vážnými operami. Hudba se opírala o výraznou melodiku italské lidové písně a populární hudby, ponechávala dominantní úlohu sólovému a ansámblovému zpěvu. Hlavním prvkem byla velká koloraturní árie, v komických operách je typické rozsáhlé, ale svižné a bohatě strukturované finále. Orchestrace bývá lehká, ale plynulá, mizí secco recitativy ve prospěch recitativů doprovázených, které splývají s árií v útvar zvaný scéna. Symfonické mistrovství ukazují samostatná instrumentální čísla, zejména předehry.
Hlavním představitelem belcantové opery vážné i komické je Gioacchino Rossini. Z řady dosud často hraných komických oper (např. Svatební směnka / La cambiale di matrimonio 1810, Italka v Alžíru / L'Italiana in Algeri 1813, Turek v Itálii / Il Turco in Italia 1814) nejvíce proslul Lazebník sevillský (Il barbiere di Siviglia 1816), jedna z nejlepších komických oper vůbec. Mezi vážnými operami s historickými náměty (Tankred / Tancredi 1813, Alžběta, královna anglická / Elizabetta, regina d'Inghilterra 1815, Armida 1817, Semiramis / Semiramide 1823) vyniká Othello (Otello 1816). Obě stránky Rossiniho talentu spojují poetická Popelka (La Cenerentola, 1817) a opera semiseria Straka zlodějka (La gazza ladra 1817).
Na Rossiniho bezprostředně navázala řada dalších skladatelů. I Gaetano Donizetti se prosadil v obou oborech. Mezi jeho 73 pracemi početně převažuje vážná opera (Anna Boleynová / Anna Bolena 1830), Lucrezia Borgia 1833, Lucie z Lammermooru / Lucia di Lammermoor 1835, Favoritka /La Favorite 1840, Linda di Chamounix 1842, Caterina Cornaro 1844), ale i řada jeho komických oper tvoří dodnes součást světového repertoáru (Nápoj lásky / L'elisir d'amore 1832, Dcera pluku / La fille du régiment 1840, Don Pasquale 1843). Další významní představiteli této generace se zaměřovali zejména na vážnou operu: Vincenzo Bellini (Pirát / Il pirata 1827, Romeo a Julie / I Capuletti ed i Montecchi 1830, Náměsíčná / La sonnambula 1831, Norma 1831, Puritáni / I puritani 1835), Saverio Mercadante (Přísaha / Il giuramento 1837, Vestálka / La vestale 1840), Giovanni Pacini (Sapfó / Saffo 1840, Medea 1843).

### Verdi

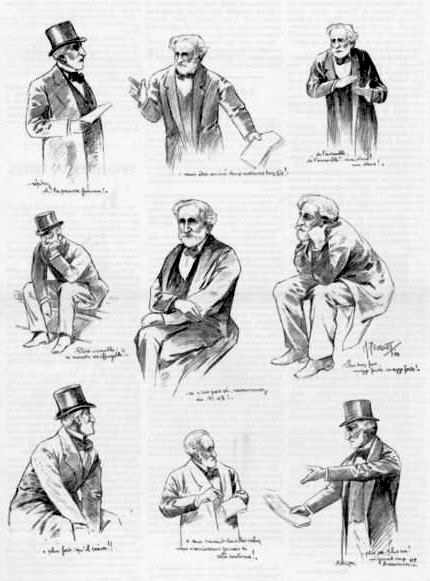
Verdi na zkouškách Falstaffa. Kresby z časopisu L'Univers illustré 1894.

Nejvýznamnějším italským operním skladatelem 19. století byl Giuseppe Verdi. V prvních zralých dílech jako Nabucco (1842) a Ernani (1844) klade – na rozdíl od sólistické belcantové opery – důraz na ansámbly a vzletné sbory, které se brzy staly populárními. Obě opery, ač jejich romantické náměty čerpají z historie, působily v soudobé Itálii také revolučními jinotaji. Později Verdi obrátil svou pozornost k psychologickému vystižení charakterů, kompozice je prohloubenější a ucelenější; po Macbethovi (1847) a Luise Millerové (Luisa Miller 1849) přišla trojice výrazných lyrických děl s ostrým vystižením postav, totiž Rigoletto (1851), Trubadúr (Il trovatore 1853) a La traviata (1853). V dalších letech se skladatel věnoval dílům, která kombinovala bohatou historickou fresku ve stylu grand opéra (některá byla psána přímo pro pařížskou operu) s prohloubeným psychologismem jeho dřívějších děl. Řadu Sicilské nešpory (Les Vêpres siciliennes, 1855), Simon Boccanegra (1857), Maškarní ples (Un ballo in maschera, 1859), Síla osudu (La forza del destino 1862), Don Carlos (1867) završuje zřejmě nejznámější Verdiho opera Aida (1871). Po dlouhé odmlce se skladatel vrátil se dvěma mistrovskými díly na shakespearovské náměty, Othellem (Otello, 1887) a Falstaffem (1893), svou jedinou zralou komickou operou. Zůstal věrný pěvecké opeře, ale melodické bohatství, talent pro charakterizaci postav i smysl pro dramatický účinek jej dovedl k prokomponované opeře.

### Italská opera po Verdim, verismus, Puccini
Ve stínu Verdiho se jeho italští současníci prosazovali jen obtížně. Pozoruhodné jsou obě opery, které zanechal Arrigo Boito, známý jako libretista Verdiho pozdních oper: Mefistofeles (Mefistofele, 1868) a až posmrtně (1924) uvedený Nero (Nerone, 1924). Vedle něj na světová jeviště pronikli Amilcare Ponchielli (La Gioconda, 1876) a původem brazilský skladatel Antonio Carlos Gomes (Il Guarany, 1870).
Nová silná skladatelská generace, tzv. mladá italská škola, nastoupila v 90. letech 19. století. Jejím nejvlastnějším projevem byla italská odnož realismu nazývaná verismus: oproti dosavadním vznešeným, filozofujícím historickým námětům se předmětem opery stávají vášnivé až brutální scény ze života současných prostých lidí s hudbou nesenou výraznými melodiemi, s typickým vzrušeným recitativem přecházejícím v arioso a bohatou koloristickou orchestrací. Ve skutečnosti jen málo děl skladatelů označovaných za veristy odpovídá přesně tomuto žánru, jak jej nejlépe reprezentují známé aktovky Pietra Mascagniho Sedlák kavalír (Cavalleria rusticana, 1890), a Ruggiera Leoncavalle Komedianti (I pagliacci, 1892). Mnohé z oper Mascagniho (Kmotr Fricek / L'amico Fritz 1891, Iris 1898, Nero / Nerone 1935), Leoncavalla (Medicejští / I Medici 1893, Bohéma / La bohème 1897, Zaza 1900) a jejich souputníků Umberta Giordana (André Chénier / Andrea Chénier 1896, Madame Sans-Gêne 1915) a Francesca Ciley (Arlézanka / L'Arlesiana 1897, Adriana Lecouvreur 1902) se námětově odklánějí od veristického naturalismu.
To platí tím spíše o nejslavnějším z nich, Giacomu Puccinim. Jeho opery – Manon Lescaut (1893), Bohéma (La bohème 1896), Tosca (1900) Madam Butterfly (Madama Butterfly 1904), Děvče ze Západu (La fanciulla del West 1910), Triptych (Il trittico 1918), Turandot (1926) – patří díky svému melodickému bohatství, hutné a harmonicky vynalézavé orchestraci, divadelní účinnosti a vynikajícím příležitostem, které skladatel dává pro uplatnění pěveckých hlasů, mezi nejoblíbenější mezi operními diváky i interprety.

### Německá romantická opera 1. poloviny 19. století
V Německu na počátku 1. poloviny 19. století byl dále populární singspiel čím dál jednoduššího ražení, na druhé straně nová generace romantiků usilovala o vytvoření německé národní opery. Osamělým počinem je jediná opera (singspiel) Ludwiga van Beethovena Fidelio (1805/1814), počítaná mezi „osvobozenecké opery“ s hlavním námětem touhy po svobodě. Pozdější skladatelé se obraceli zejména k romantickým pohádkovým nebo středověkým námětům, až k mytologickým látkám oper Richarda Wagnera. Významným protihráčem hrdinů se stává příroda nebo nadpřirozená moc vymykající se lidské kontrole. Oproti vyvážené melodii klasicismu nastupuje melodie volnější, neurčitější, směřující k „nekonečné melodii“ Wagnerově. Již ve Fideliovi' je patrný hlavní charakteristický znak německé romantické opery: orchestr se stává významným a samostatným účastníkem děje. V souvislosti s tím se rozvíjí harmonická složka jako především náladotvorný prvek.

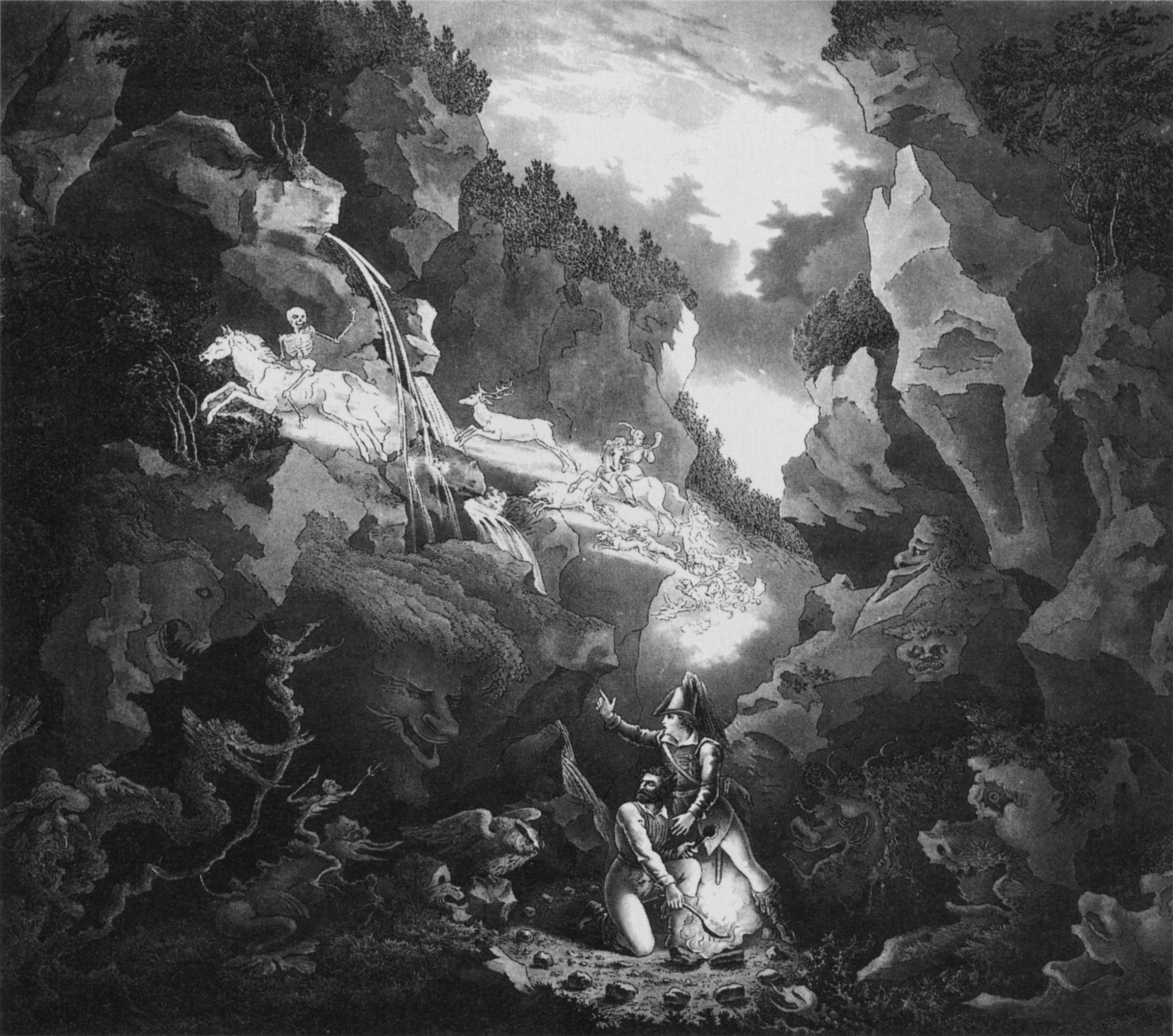
Čarostřelec, scéna ve Vlčí rokli, inscenace ve Výmaru 1822

Teoretické i praktické základy německého hudebního romantismu položil básník, malíř a skladatel E. T. A. Hoffmann (mj. opera Undine 1826). Dalším významným skladatelem tohoto období je Louis Spohr (Jessonda 1823, Horský duch / Der Berggeist 1825), zejména svou operou Faust (premiéra roku 1816 v Praze), která poprvé uvádí do vážné opery faustovskou legendu a jako první hojně využívá pamětného motivu (leitmotivu). Většina oper Franze Schuberta, rovněž psaných v raně romantickém duchu, nebyla za jeho života uvedena (Fierrabras 1823, Alfonso a Estrella /Alfonso und Estrella 1822). Avšak jako německá národní opera par excellence se prosadil Čarostřelec (Der Freischütz 1821) Carla Marii von Webera. Zčásti historický, více však pohádkový námět je převzat z lidového divadla a literatury, hudba využívá prostředků lidové písně jak pro árie hlavních protagonistů, tak pro sbory a tance. Přitom však orchestr důsledně provází děj a dotváří prostředí, zejména tajemnou a zlověstnou atmosféru nočního lesa. Weberovy další opery (Silvana 1801, Abu Hassan 1811, Euryanta 1823, Oberon 1826) sice nedosáhly takové dobové obliby, i ony však mají značný význam pro vývoj německé opery. Na Webera námětově i hudebně navázal ve svých dílech Heinrich Marschner (Vampýr / Der Vampyr 1828, Templář a židovka / Der Templer und die Jüdin 1829, Hans Heiling 1833). Jediné operní dílo zanechal významný představitel německého hudebního romantismu Robert Schumann (Jenovéfa / Genoveva 1850).
O něco později vzniká na podkladě domácího singspielu, francouzské opéry comique a italské opery buffy německá komická opera jako typický žánr doby biedermeieru. Jejím zakladatelem je zkušený divadelník Albert Lortzing, jehož opery jako Car a tesař (Zar und Zimmermann 1837), Pytlák (Der Wildschütz 1842), Zbrojíř (Der Waffenschmied 1846) nebo Zkouška na operu (Die Opernprobe, 1851) jsou dosud živou a oblíbenou součástí repertoáru. Populární byla dlouho i díla jeho současníků Conradina Kreutzera (Libuše / Libussa 1822, Nocleh v Granadě / Der Nachtlager in Granada 1834), Friedricha von Flotowa (Alessandro Stradella 1844, Marta / Martha 1847) a Otto Nicolaie (Veselé ženy windsorské / Die lustigen Webern von Windsor 1849).

### Richard Wagner

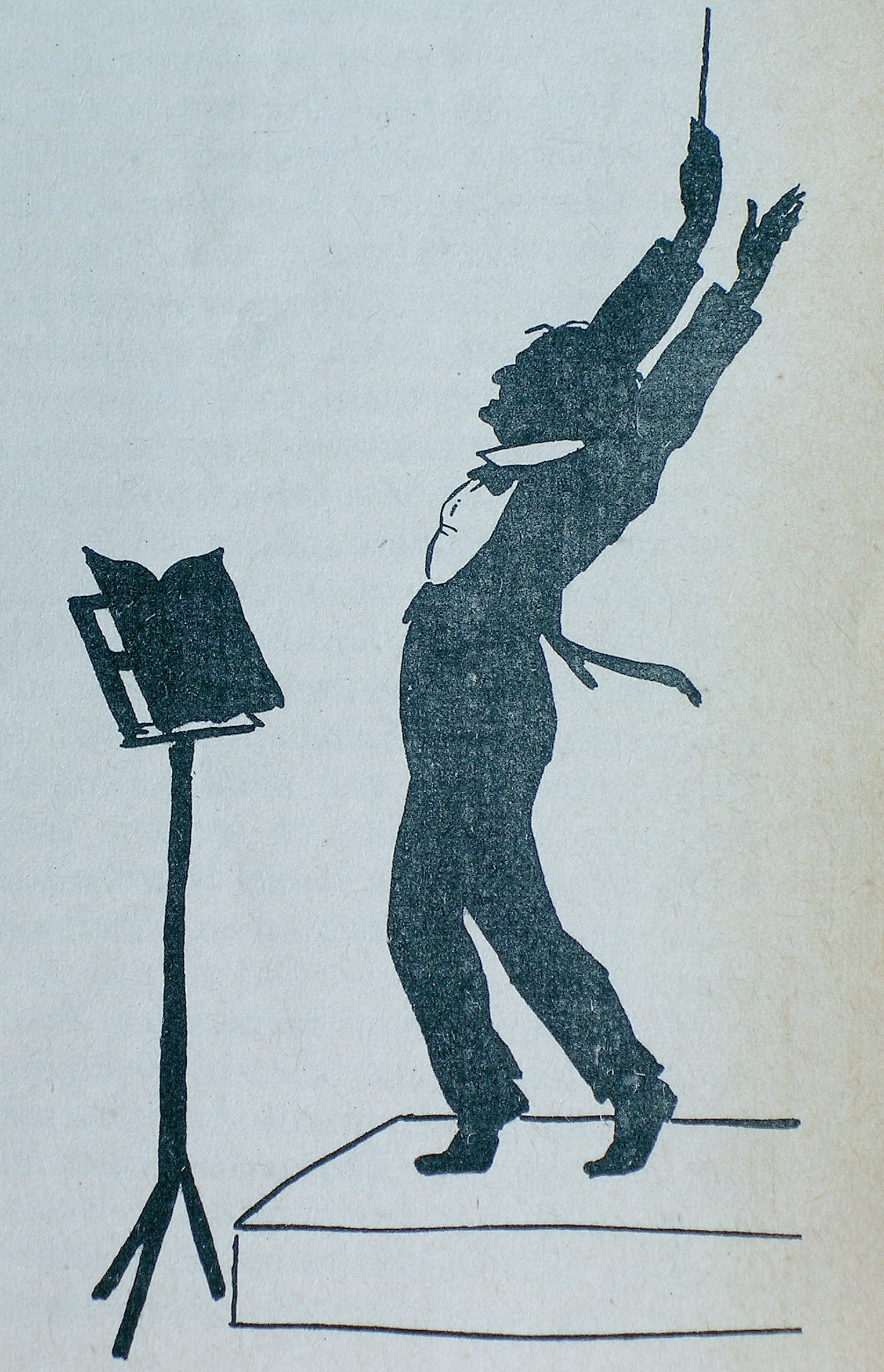
Richard Wagner jako dirigent. Silueta Williho Bithorna

Richard Wagner je „největší operní skladatel 19. století a jeden z nejvýraznějších zjevů evropské hudby“. Do vývoje opery zasáhl nejen svým praktickým dílem, ale i vlivnými teoretickými spisy (Umění a revoluce 1849, Umělecké dílo budoucnosti 1850, Opera a drama 1852). V nich představil svou ideu hudebního dramatu jako protipólu opery. Namísto sledu uzavřených hudebních forem nastupuje nepřetržitý hudební proud vyvíjející se podle požadavků dramatu, tzv. „nekonečná melodie“. Dramatickou jednotu zajišťují pamětné motivy (Leitmotiv), krátké melodické, harmonické nebo rytmické úseky charakterizující jednotlivé postavy, prostředí a myšlenky, v různých variacích a kombinacích. Zpěv založený na melodii ustupuje hudební deklamaci (Sprechgesang, Worttonmelodie), bohatě obsazený a zvukově nuancovaný orchestr již zpěváky nedoprovází, nýbrž se stává jejich partnerem, ba dominantní osobou dramatu. Wagner pojímal hudební drama jako souborné dílo (Gesamtkunstwerk), proto také trval na tom, aby si skladatel sám psal i slova svých děl. V nejpřísnějších zásadách se obracel i proti ansámblům, opakování textu nebo melismatickému vyzpěvování slabik jako nerealistickým prvkům protiřečícím duchu dramatu. Své specifické představy ideální podoby operního divadla se mu podařilo realizovat na sklonku života ve stavbě Festivalového divadla v Bayreuthu a své inscenační zásady pak v sérii představení prvních Hudebních slavností v Bayreuthu.
Prvním Wagnerovým úspěchem bylo jeho třetí operní dílo Rienzi, poslední tribun (Cola Rienzi, der letzte der Tribunen 1842), typická grand opéra, později však Wagner tento žánr potíral. V následujících třech operách Bludný Holanďan (Der fliegende Holländer 1843), Tannhäuser (1845) a Lohengrin (1850) skladatel postupně rozvíjí model německé romantické opery ve smyslu svých zásad, byť se zohledněním požadavků tradičního operního provozu; namísto historie se obrací ke germánské mytologii. Myšlenky zásadní reformy opery plně uskutečnil v sedmi dílech vzniklých v 50.–70. letech 19. století: archetypální příběh lásky Tristan a Isolda (Tristan und Isolde 1865), vlastenecko-romantická komedie řešící otázku významu umění pro společnost Mistři pěvci norimberští (Die Meistersinger von Nürnberg 1868), grandiózní mytologická tetralogie Prsten Nibelungův (Der Ring der Nibelungen 1876) a konečně mystická a filosofická „zásvětná hra“ Parsifal (1882).

### Powagnerovští romantici
Jen málo německých skladatelů generací následujících po Wagnerovi nepodléhalo jeho vlivu. současníků. Za vzorového skladatele „konzervativního“, tj. newagnerovského směru, inspirovaný spíše francouzskou velkou operou, označovala kritika Karla Goldmarka (Královna ze Sáby / Die Königin von Saba 1875, Domácí cvrček / Das Heimchen am Herd 1896). Na druhé straně mladší následovníci Wagnera se vyhýbali jeho velkým historickým a mytologickým námětům. Namísto toho nejprve aplikovali wagnerovské principy na komickou operu; velkého úspěchu docílil nejoddanější Wagnerův žák Peter Cornelius operou Lazebník bagdádský (Der Barbier von Bagdad 1858), syntézou wagnerovské kompozice a starších mozartovských a lortzingovských tradic je Zkrocení zlé ženy (Der Widerspänstigen Zähmung 1874) Hermanna Goetze. Dalším zdrojem námětů se stává lidová pohádka, kterou pěstovali například Wagnerův žák Engelbert Humperdinck (Perníková chaloupka / Hänsel und Gretel 1893, Královské děti / Die Königskinder 1910) a jeho žák a syn Richarda Wagnera Siegfried Wagner (Medvědí kůže / Der Bärenhäuter 1899). Ke konci století získává powagnerovský romanticmus uvolněnější, lyričtější a melodičtější podobu, například v dílech Emila Nikolause von Reznicka: (Donna Diana 1894, Modrovous / Ritter Blaubart 1920), Wilhelma Kienzla (Evangelista / Der Evangelimann 1895) nebo v jediném operním díle spolutvůrce novoromantické písně Hugo Wolfa (Corregidor / Der Corregidor 1891).

### Další národní kultury
V průběhu 19. století vedle tří hlavních operních škol vznikají další národní tradice, z nichž zvláště ruská a česká se ukázaly živé a mezinárodně úspěšné.
Ruská opera, vystupující sporadicky již v 18. století, se v době raného romantismu rozvíjela, velmi populární se stala například opera Alexeje Nikolajeviče Verstovského Askoldova mohyla (Askoľdova mogila, 1835). Další generace však za zakladatele ruské opery označily Michaila Ivanoviče Glinku, jehož dvě opery Život za cara (Žizň za carja 1836) a Ruslan a Ludmila (Ruslan i Ljudmila 1842) se staly vzorem pro další generace skladatelů. Glinka do opery uvedl ruské i orientalizující lidové melodie a typické široké sbory s výrazným podílem basů. Oba námětové okruhy – ruská středověká historie a báje s rysy lidové slovesnosti – hojně pěstovaly následující generace ruských skladatelů, kteří se také stejně jako Glinka často obraceli k námětům z díla Alexandra Sergejeviče Puškina.  Glinkovým bezprostředním následovníkem byl Alexandr Sergejevič Dargomyžskij (Rusalka 1856, Kamenný host / Kamennyj gosť 1872). 

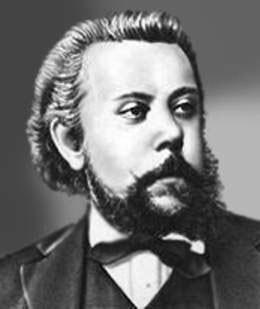
Modest Petrovič Musorgskij.

K ideálu svébytné ruské hudby se v poslední třetině 19. století hlásila skupina skladatelů zvaná Mocná hrstka (Mogučaja kučka). Za génia ruské opery je považován Modest Petrovič Musorgskij, ačkoli zanechal jen mnohokrát přepracovávaného Borise Godunova (1874) a ne zcela dokončenou operu Chovanština ( Chovanščina, 1886), jedinou operu zanechal též Alexandr Porfirjevič Borodin (Kníže Igor / Kňaz Igor 1890). Méně výrazným členem byl César Antonovič Kjui (Kavkazský zajatec / Kavkazskij plennik 1883). Nejdéle z Mocné hrstky působil Nikolaj Andrejevič Rimskij-Korsakov, který má vedle řady vlastních oper (Pskovanka / Pskoviťanka 1873, Sněhurka / Sněguročka 1882, Příběh noci vánoční / Noč pered Rožděstvom 1895, Sadko 1898, Carská nevěsta /Carskaja něvesta 1899, Pohádka o caru Saltanovi / Skazka o care Saltaně 1900, Pověst o neviditelném městě Kitěži a panně Fevronii / Skazanie o něvidimom gradě Kitěže a děve Fevronii 1907, Zlatý kohoutek / Zolotoj petušok 1909) zásluhu na propagaci děl svých přátel a výchovu dalších generací skladatelů. 
Oproti skladatelům Mocné hrstky vycházel Petr Iljič Čajkovskij i v operách na témata z ruské historie a literatury z vývoje evropské opery, a jeho díla proto pronikala i do zahraniční snadněji. Mezi nejhranější opery dosud patří Evžen Oněgin (Jevgenij Oněgin, 1879), ale poměrně často se uvádějí i Panna orleánská (Orleanskaja děva, 1881), Mazepa (1884), Střevíčky (Čerevički, 1887), Čarodějka (1887), Piková dáma (Pikovaja dama, 1890) nebo Jolanta (1892). Mezi ruské skladatele orientované na souvislost s evropskými operními proudy patří též Alexandr Nikolajevič Serov (Judita 1863, Rogneda 1865), Anton Rubinštejn (Démon 1875), Eduard Nápravník (Dubrovskij, 1895), Sergej Rachmaninov (Aleko 1893, Skoupý rytíř / Skupoj rycar 1906) nebo Sergej Ivanovič Tanějev (Oresteia, 1895).
První českou operou 19. století byl Dráteník (1826) Františka Škroupa, zakladatelem české národní opery se však stal až Bedřich Smetana (Braniboři v Čechách 1866, Prodaná nevěsta 1866, Dalibor 1868, Libuše 1872, Hubička 1876). V následující generaci byli nejvýraznějšími operními skladateli Antonín Dvořák (Jakobín 1888, Čert a Káča 1899, Rusalka 1900) a Zdeněk Fibich (Nevěsta messinská 1884, Šárka 1897), vedle nich působili Vilém Blodek (V studni 1867), Karel Šebor, Karel Bendl, Josef Richard Rozkošný, později Karel Kovařovic (Psohlavci 1898) a Josef Bohuslav Foerster (Eva 1899).

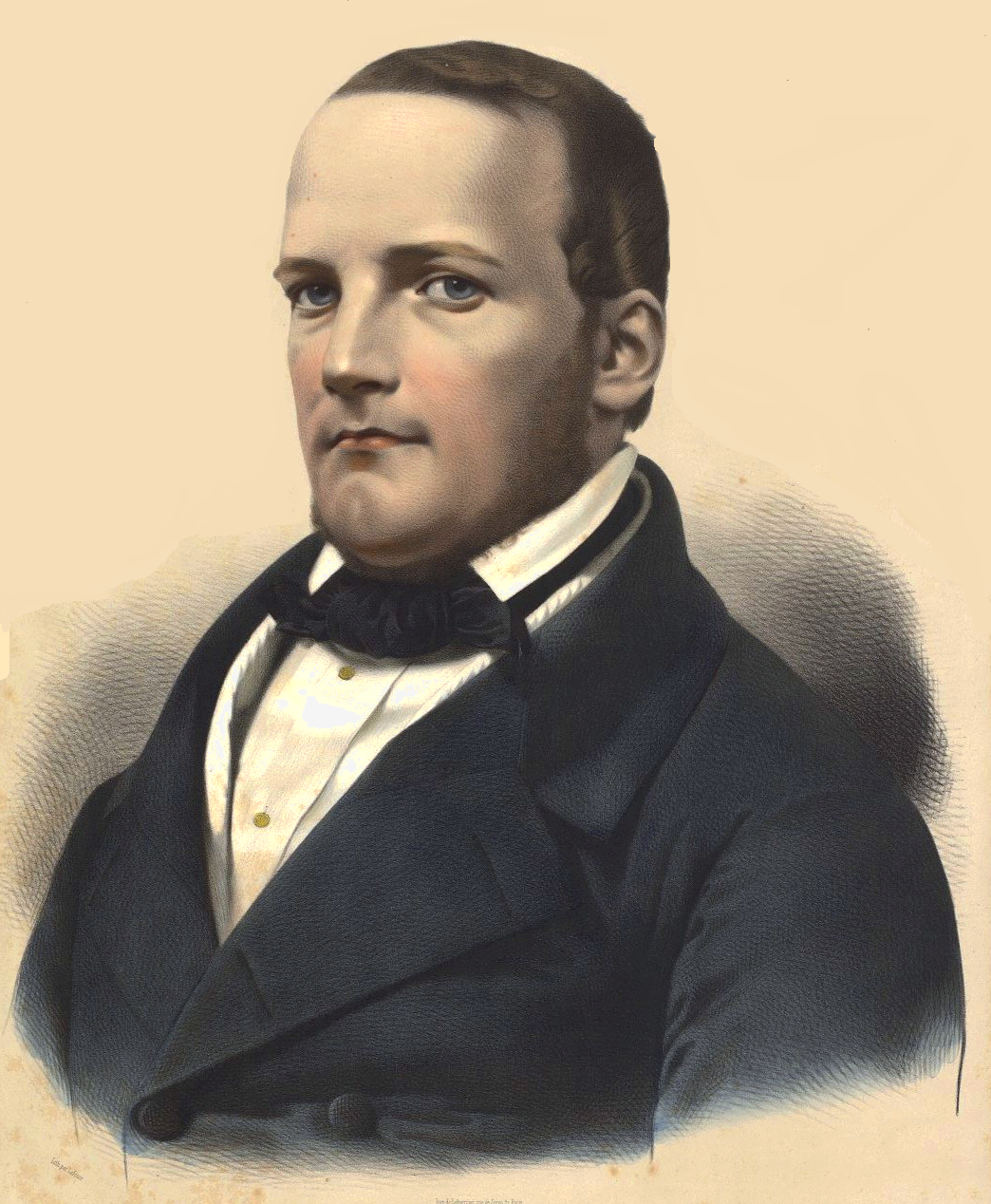
Stanisław Moniuszko.

Polská zpěvoherní produkce v první polovině 19. je poměrně početná, tvoří ji díla skladatelů jako Józef Elsner (Král Lokýtek / Król Lokietek, 1818) nebo Karol Kurpiński (Zabobon, 1816). Zakladatelem polské národní opery je však až Stanisław Moniuszko: jeho tragická opera z polského venkova Halka (1858), satirická salónní Hraběnka (Hrabina, 1860) nebo hudebně barvitá a bohatá komedie Strašný dvůr (Straszny dwór, 1865) tvoří základní kámen polského repertoáru a pronikly i do zahraničí.
Maďarská národní zpěvohra existovala rovněž od konce 18. století, prvním zachovaným dílem je Bélův útěk (Béla futása, 1822) Józsefa Ruzitschky. Za zakladatele maďarské národní opery je považován Ferenc Erkel. Jeho historické opery s revolučním podtextem (Ladislav Hunyadi / Hunyadi László, 1844; Bán Bánk / Bánk bán, 1861) jsou založeny na italském, zejména donizettiovském hudebním základě, avšak využívají též maďarských lidových nápěvů tzv. verbuňků. Jeho následovníci však nebyli tak výraznými osobnostmi (prosadil se z nich např. Jenö Hubay: Houslař cremonský / A cremonai hegedüs, 1896).

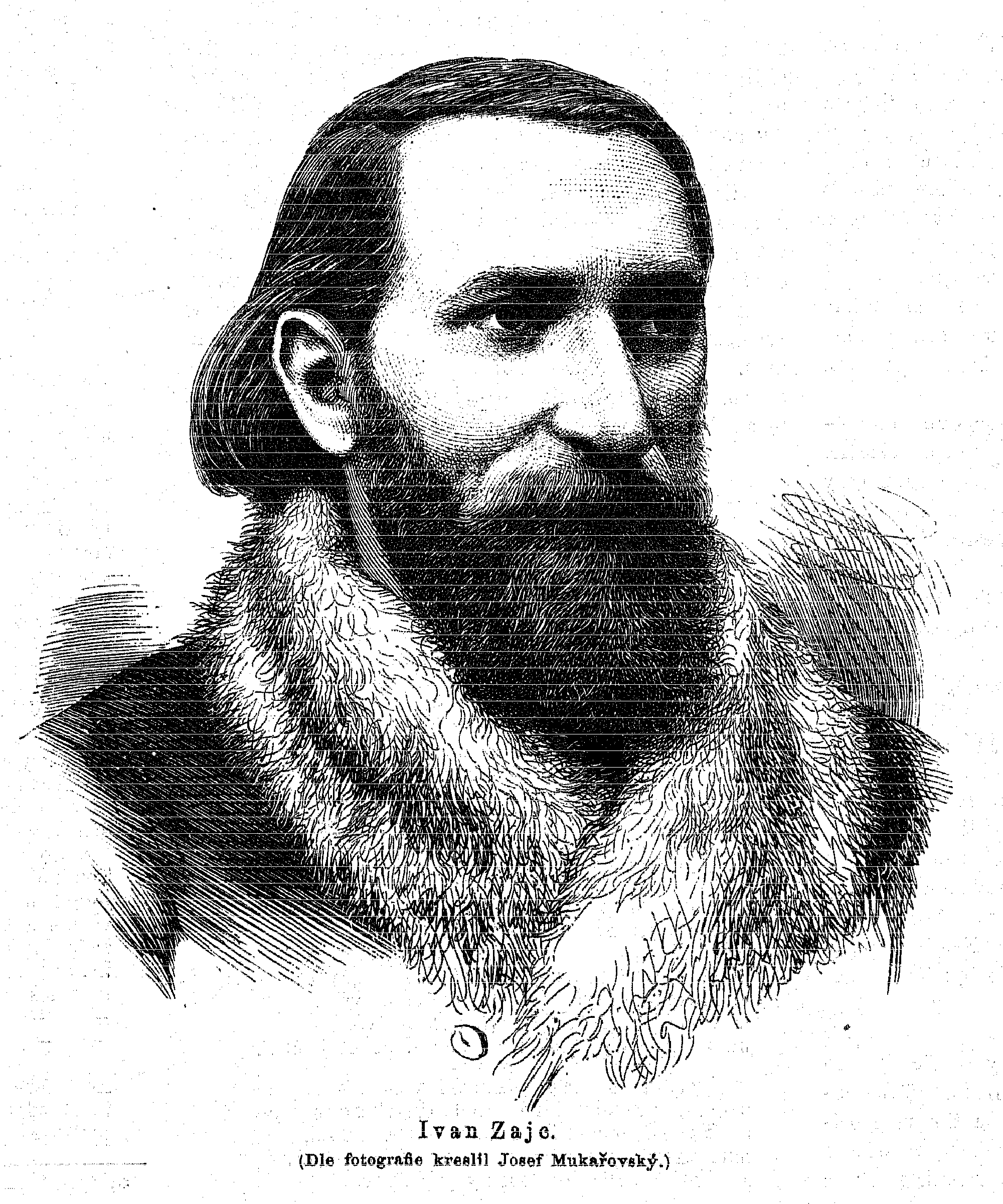
Ivan Zajc, kresba Josefa Mukařovského.

První operu ve slovinštině napsal původem český skladatel Anton Foerster: Kraňský slavíček (Gorenjski slavček, 1872). Za zakladatele chorvatské opery je považován Vatroslav Lisicki (Láska a nenávist / Ljubav i zloba 1846). Mezi řadou komických, spíše operetních děl chorvatského skladatele Ivana Zajce vyniká národní historická opera Mikuláš Zrinský (Nikola Šubić Zrinjski, 1876). Základy ukrajinské opery položil Semen Hulak-Artemovskyj svou komickou operou Záporožec za Dunajem (Zaporožec za Dunaem, 1863) a zejména pak díla Mykoly Lysenka (Natalka Poltavka 1889, Taras Bulba 1912).
Také ve Skandinávii vzniká řada děl aspirujících na postavení národní opery, jež často kombinují prvky národní historie a folkloru. Ve Švédsku je to například Ivar Hallström a jeho opery Vévoda Magnus a mořská panna (Hertig Magnus och sjöjungfrun, 1867), Nevěsta krále hor (Den bergtagna, 1874), ve Finsku Fredrik Pacius a jeho opera Lov krále Karla (Kung Karls Jakt, 1852), v Dánsku Peter Heise a jeho opera Král a maršál (Drot og marsk, 1878). Vlastním zakladatelem dánské opery je však až Carl Nielsen (Saul a David / Saul og David 1902, Maškaráda / Maskarade 1906) na začátku století dvacátého.
Velké Británii se v 19. století významný operní počin vyhnul. Mezi anglické skladatele té doby patří autor prostých romanticko-komických oper Henry Rowley Bishop (Klárka, děvče z Milána / Clari, or the Maid of Milan, 1823) a mezinárodně úspěšnější, původem irský skladatel stejného oboru Michael William Balfe (Cikánka / The Bohemian Girl, 1843), viktoriánské oblibě v nadpřirozených tématech vyhovovaly opery Johna Barnetta (Horský sylf / The Mountain Sylph, 1834) nebo Williama Vincenta Wallace (Lurline 1860, Jantarová čarodějnice / The Amber Witch 1861). Koncem století přispěla ke klasickému operetnímu repertoáru tvorba W. S. Gilberta a Arthura Sullivana.
Také ve Španělsku se opeře v užším smyslu nedařilo. Od poloviny století byla španělským národním stylem zarzuela, styl hudebního divadla blízký operetě spojující starší španělské tradice (tonadilla) s vlivy italské buffy. Rozlišují se dva typy zarzuely, zpravidla tříaktová a serióznější género grande a jednoaktová fraškovitá género chico. Hlavními tvůrci zarzuel 2. poloviny 19. století byli Francisco Asenjo Barbieri (Lazebník z Lavapiés / El barberillo de Lavapiés, 1874), Emilio Arrieta, Tomás Bretón, Ruperto Chapí a Federico Chueca.